# Pedras de Inguar

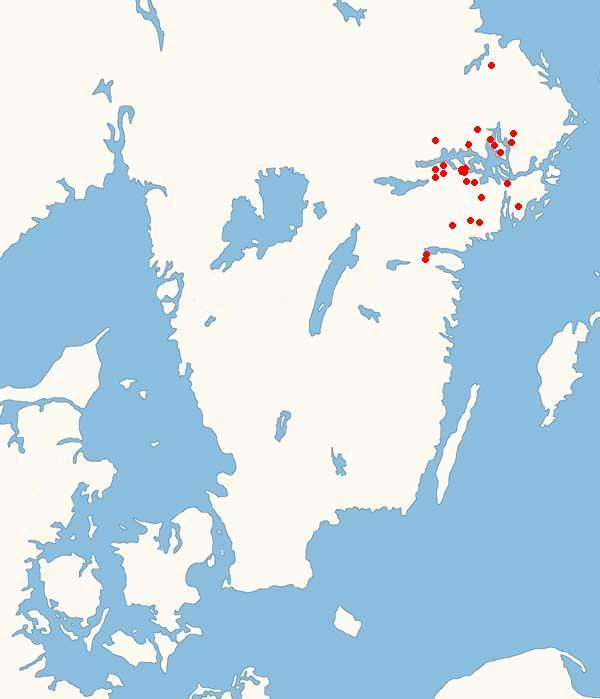
Localização das Pedras de Inguar

As Pedras de Inguar (em sueco: Ingvarsstenarna) são pedras rúnicas feitas em memória de víquingues que pereceram na desastrosa Expedição de Inguar, comandada por Inguar, o Viajado em 1036-1041 à Serclândia, na região do Mar Cáspio.
Existem cerca de 26 pedras rúnicas no conjunto e a expedição é o único assunto da maioria delas. Em número, só são superadas pelas ca. de 30 pedras da Grécia e 30 pedras da Inglaterra. Foram descobertas na proximidade do lago Mälaren (a maioria na Södermanland, algumas na Uppland e uma na Västmanland), na chamada Terra dos Suíones ou Suídia e no cabo de Vikbolandet da Östergötland (duas).
Para além da pedra de Tillinge na Uppland e uma pedra na Gotlândia, as pedras de Inguar são as únicas que citam a Serclândia. As transcrições em nórdico antigo estão no dialeto sueco e danês para facilitar a comparação com as inscrições, mas a tradução lusófona feita a partir do inglês da Rundata dá os nomes no dialeto padrão de facto (islandês e norueguês).

## Uplândia

### U 439

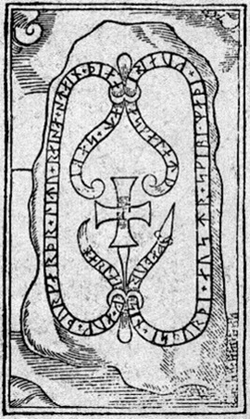
U 439

A pedra U 439 era a única de Atundalândia, a região inferior da Uplândia. João Bureu fez o registro de sua inscrição numa xilografia da pedra em 8 de maio de 1595, mas ela não sobreviveu e há um desenho a tinta feito a partir dela no terceiro volume da Monumenta de Johan Peringskiöld. Em sua primeira menção Bureu citou apenas que a pedra estava em Steninge, enquanto em sua Monumenta Sveogothica Hactentus Exculpta de 1624 especificou que ela estava na ponte de Widh Steninge. Ela sumiu em meados do século XVII. Johan Hadorph, provavelmente baseado em Bureu, confirma a localização em Steninge. Não há qualquer outra imagem da pedra nas coleções de antiguidades subsequentes, sendo possível que tenham utilizado-a num molhe situado abaixo do Palácio de Steninge.
A inscrição contêm um poema nórdico antigo. Dos nomes do texto, Sebiorno (Sæbiorn) significa "urso do mar", Herleivo (Hærlæif) significa "relíquia do amor do guerreiro" ou "guerreiro amado", e Torgerdo (Þorgerðr) é o nome de uma deusa que combina o nome do deus Tor e gerðr, que significa "cercado". Inguar, o líder da expedição, tem nome que significa "o guerreiro do [deus] Ingo (Freir)".  A pedra rúnica é atribuída ao mestre rúnico Ésquilo (Äskil).
Transliteração:
[harlaif × auk × þurkarþr × litu × raisa × stain × þina at × sabi faþur sin × is||sturþi × austr × skibi × maþ ikuari a/a| |askalat-/skalat-]
Transcrição nórdica antiga:
Hærlæif ok Þorgærðr letu ræisa stæin þenna at Sæbiorn, faður sinn. Es styrði austr skipi með Ingvari a Æistaland(?)/Særkland[i](?).
Tradução:
"Herleivo e Torgerdo fizeram erguer essa pedra em memória de Sebiorno, seu pai, que conduziu um navio a leste com Inguar à Estônia(?)/Serclândia(?).

### U 644

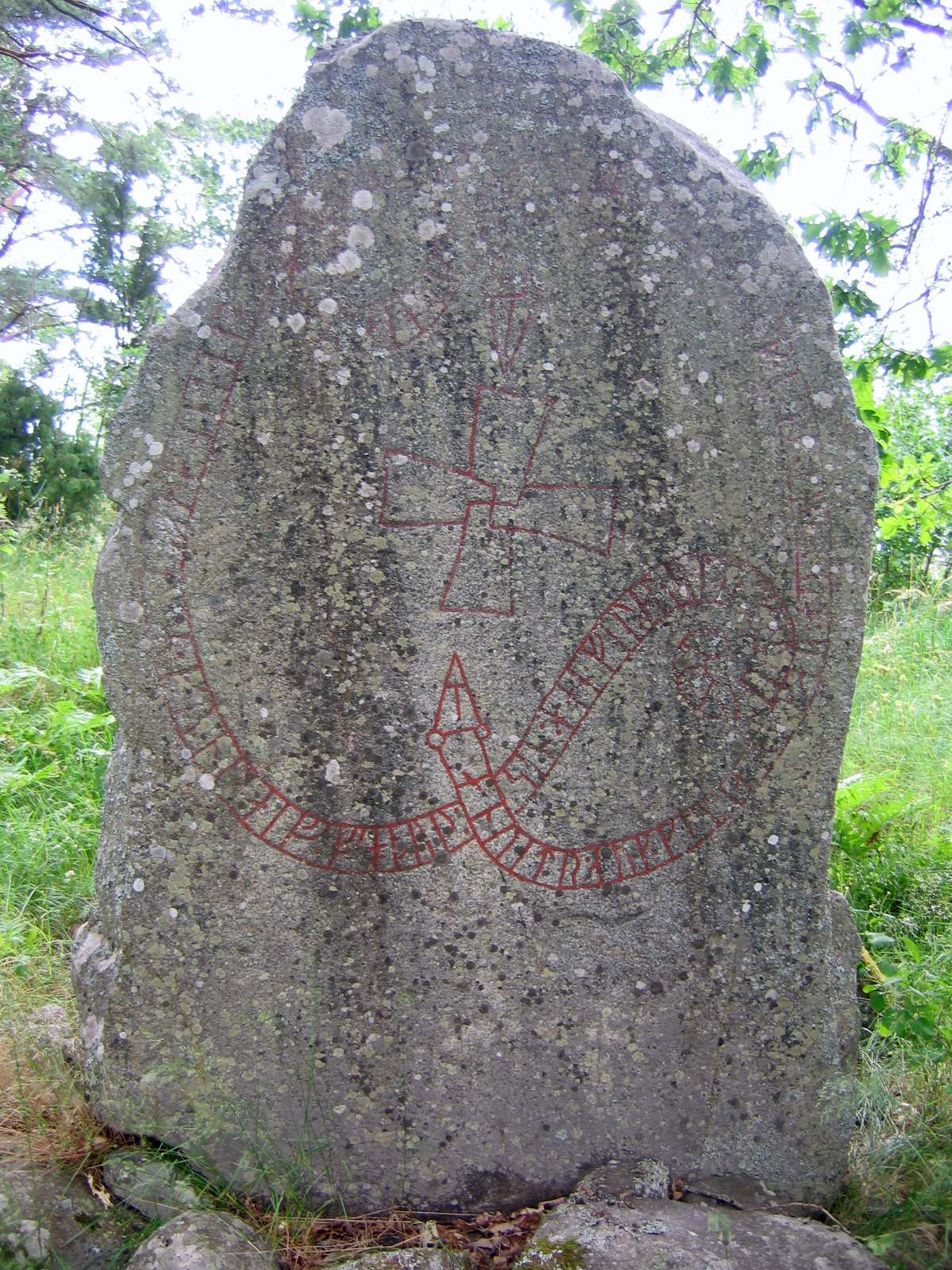
U 644

Essa pedra rúnica está localizada em Equila Bro. Foi erguida em memória do mesmo homem da da U 654, abaixo. A mesma família também ergueu a pedra rúnica U 643 que relata a morte de Andveter. Omeljan Pritsak sugeriu que faleceu na investida de Vladimir de Novogárdia contra Constantinopla em 1043. A inscrição é finalizada com uma oração cristã, o que indica que a família era cristã. É de se notar que andinni ("o espírito") está na forma definitiva, pois essa é a categoria gramatical que aparece no nórdico antigo no fim da Era Viquingue. Permaneceria raro mesmo nas leis provinciais suecas medievais. A mesma forma foi usada numa pedra rúnica perdida das proximidades, que, porém, não foi feita pelo mesmo mestre rúnico, o que sugere que havia dois mestres rúnicos na região usando a mesma inovação linguística.
A pedra tem mais de dois metros de altura e foi citada pela primeira vez no século XVII na revisão nacional de monumentos históricos. À época estava sob a ponte de pedra que cruza o rio ao norte de Equila. Ficou lá até 1860, quando foi retirada por Richard Dybeck com grande dificuldade. Após tentativa frustrada, uma equipe de 12 homens conseguiu removê-la da água e erguê-la 25 metros ao norte da ponte, onde está hoje. Próximo a ela, há dois túmulos e um monumento de pedras levantadas. Havia anteriormente duas outras pedras rúnicas na ponte, mas foram removidas para Ecolsunda no começo do século XIX. Uma delas fala da mesma família citada em U 644, e foi erguida em honra a Andveter e seus filhos Gunleivo (Gunnleifr) e Caro (Kárr); um deles tem o nome de seu avô, enquanto o outro de seu tio.
Transliteração:
[an(u)(i)(t)r : auk * kiti : auk * kar : auk * blisi * auk * tiarfr * þir * raistu * stain þina * aftiʀ * kunlaif * foþur : sin han : fil * austr : miþ : ikuari kuþ heabi ontini]
Transcrição nórdica antiga:
Andvettr ok <kiti> ok Karr ok Blesi ok Diarfʀ þæiʀ ræistu stæin þenna æftiʀ Gunnlæif, faður sinn. Hann fell austr með Ingvari. Guð hialpi andinni.
Tradução:
Andveter, <kiti>, Car, Blessi e Jarfer ergueram essa pedra em memória de Gunleivo, seu pai. Ele morreu no Oriente com Inguar. Possa Deus ajudar [seu] espírito.

### U 654

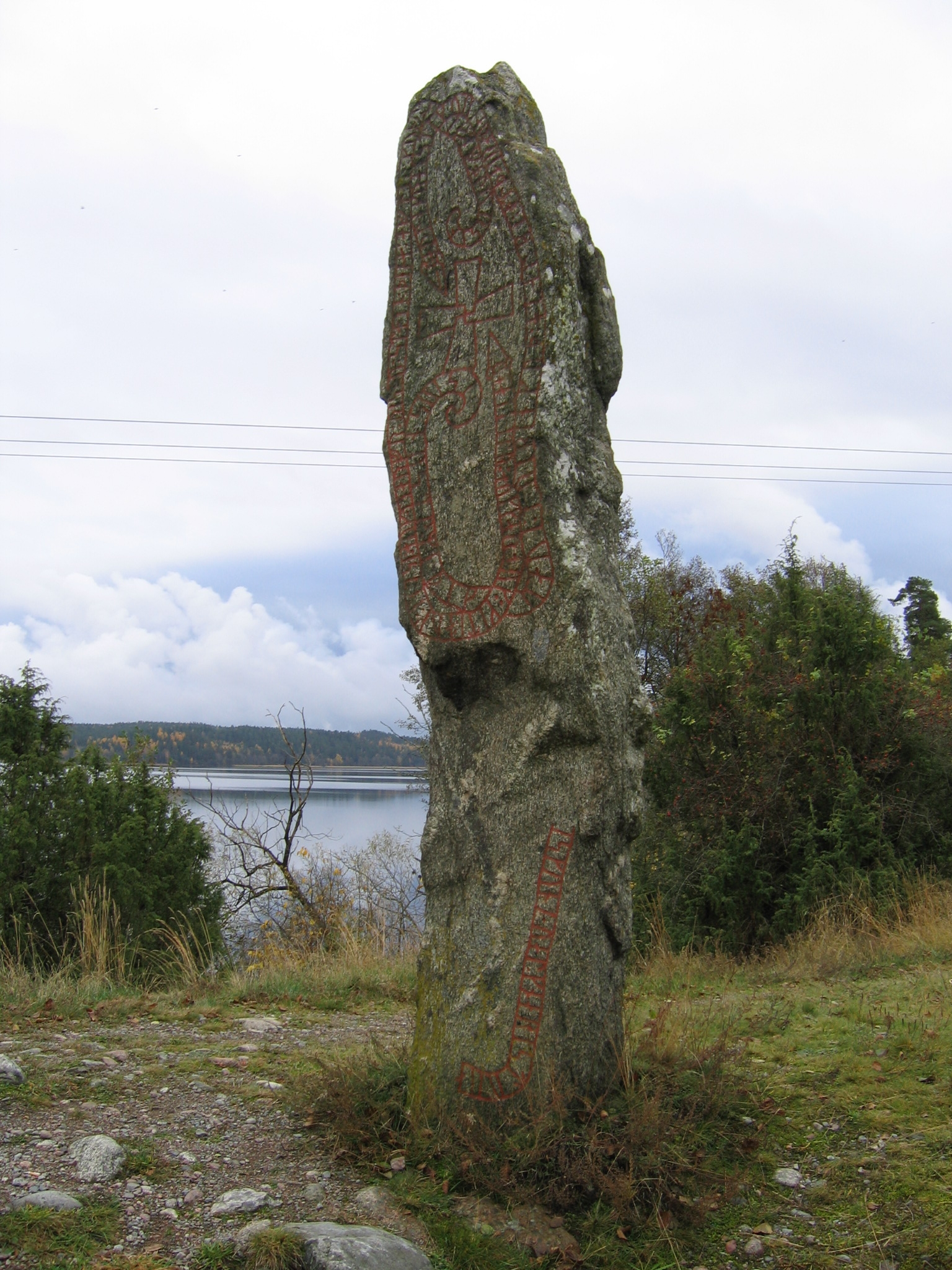
U 654

A pedra rúnica de Varpsund tem quase três metros de altura e está localizada num promontório entre o Grande Fiorde de Ullr (Stora Ullfjärden) e a Baía dos Russos (Ryssviken) de modo a ser bem visível tanto para aqueles que viajam em terra como por aqueles que viajam por água. Ela contém um poema nórdico antigo. Foi descrita em 1599 por João Bureu e no século XVII num desenho de Johan Hadorph e Johan Leitz. Os nomes dos dois irmãos citados na pedra já haviam sido perdidos à época. Os irmãos, no entanto, ergueram uma segunda pedra (U 644, acima), alguns quilômetros ao sul de Varpsund, e é por isso que os estudiosos estão certos de que os eram Andveter e Blessi. A mesma família também ergueu a runa U 643 que relata a morte de Andveter. Omeljan Pritsak sugere que pode ter morrido no ataque de Vladimir de Novogárdia contra Constantinopla em 1043.
O nome do mestre rúnico é parcialmente esculpido e a última runa desapareceu, mas provavelmente foi Alarico. É uma característica dele que a runa-r é usada no lugar da runa-R. Além disso, a runa-u é talvez usada para um tremado-a. A inscrição menciona o knorr, que era um grande navio comercial de alto mar com amplo espaço para carga. É citado em outras cinco pedras da Era Viquingue, da Sudermânia (duas) e Uplândia (três). Uma sexta inscrição é encontrada na igreja medieval de Sakshaug no fiorde de Trontêmio, na Noruega, onde alguém esculpiu a imagem de um knarr e escreveu em runas "havia um knarr lá fora".
Transliteração:
+ a--itr : auk * ka(r) auk : kiti : auk : -[l]isi : auk * tiarfr : ris[t]u : stain : þena : aftir : kunlaif : foþur sin is u[a]s nus(t)(r) * m[i](þ) ikuari : tribin kuþ : hialbi : o(t) þaira al-ikr| |raistik * runar is kuni + ual * knari stura
Transcrição nórdica antiga:
A[ndv]ettr ok Karr ok <kiti> ok [B]lesi ok Diarfʀ ræistu stæin þenna æftiʀ Gunnlæif, faður sinn. Es vas austr með Ingvari drepinn. Guð hialpi and þæiʀa. Al[r]ikʀ(?) ræist-ek runaʀ. Es kunni val knærri styra.
Tradução:
Andveter, <kiti>, Car, Blessi e Jarfer ergueram essa pedra em memória de Gunleivo, seu pai, que foi morto no Oriente com Inguar. Possa Deus ajudar [seus] espíritos. Alarico(?), Eu gravei as runas. Ele poderia dirigir um navio de carga bem.

### U 661

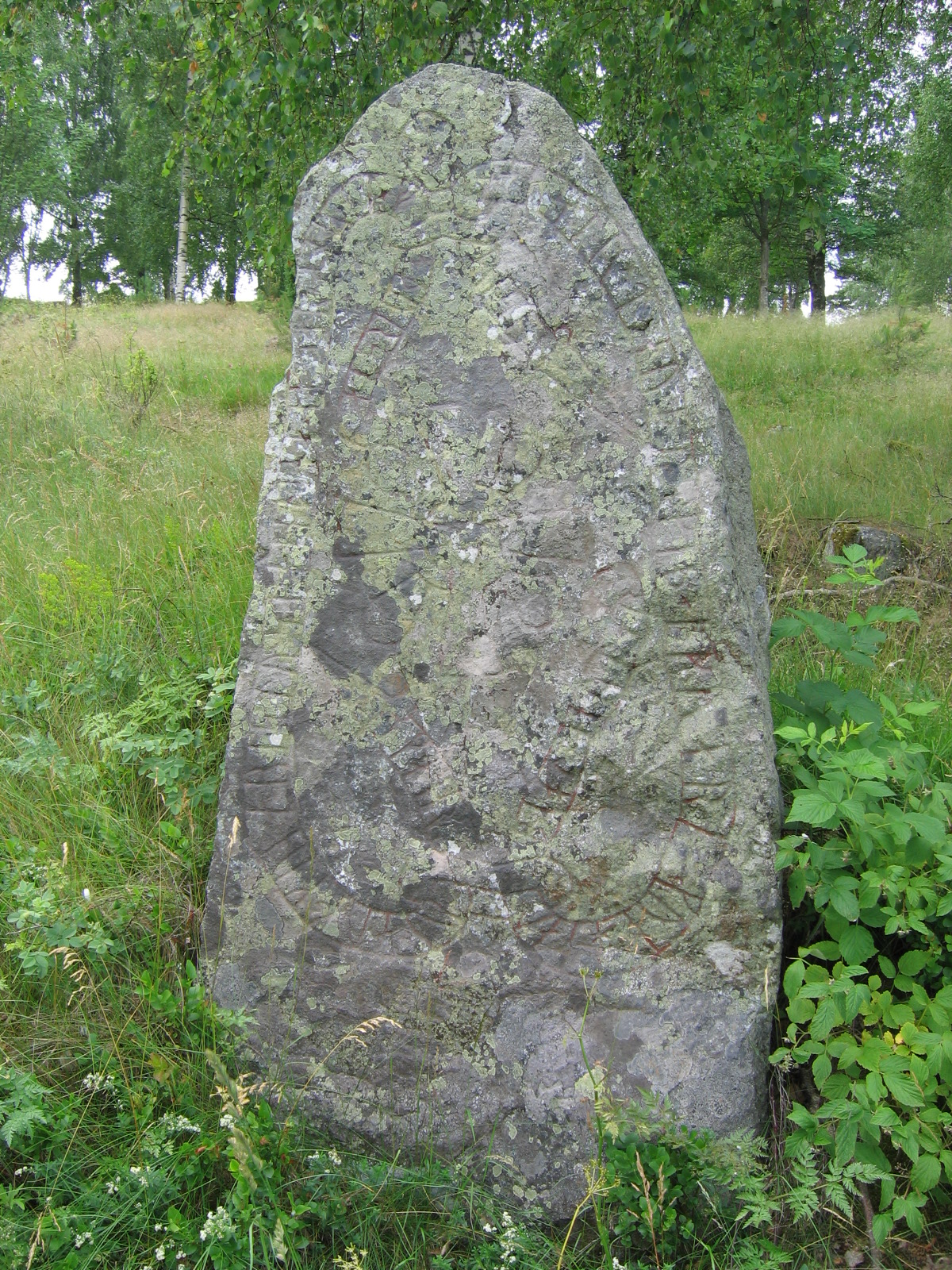
U 661

A pedra está situada cerca de 500 metros a sudoeste da igreja de Råby, num cemitério com cerca de 175 monumentos pré-históricos registrados: muitas pedras elevadas, a maioria em círculos de pedra, 34 túmulos e um monte de pedras triangulares. Nela há um poema nórdico antigo. Foi examinada no início do século XVII por João Bureu e foi incluído em seu livro Monumenta Sveogothica Hactentus Exculpta. A obra de arte da pedra está de acordo com muitas das outras runas de Inguar, mas é debatido se foram feitas pelo mesmo mesmo ou não. É digno de nota que a runa-u parece ser usada para um tremado-u.
Transliteração:
kairui × auk × kula × ristu × stain þina × aftir × onunt × foþur sia is uas × austr × tauþr × miþ × ikuari × kuþ × hialbi ot × onutar
Transcrição nórdica antiga:
Gæiʀvi ok Gulla ræistu stæin þenna æftiʀ Anund, faður sinn. Es vas austr dauðr með Ingvari. Guð hialpi and Anundaʀ.
Tradução:
Geirvé e Gula ergueram essa pedra em memória de Onundo, seu pai, que morreu no Oriente com Inguar. Possa Deus ajudar o espírito de Onundo.

### U 778

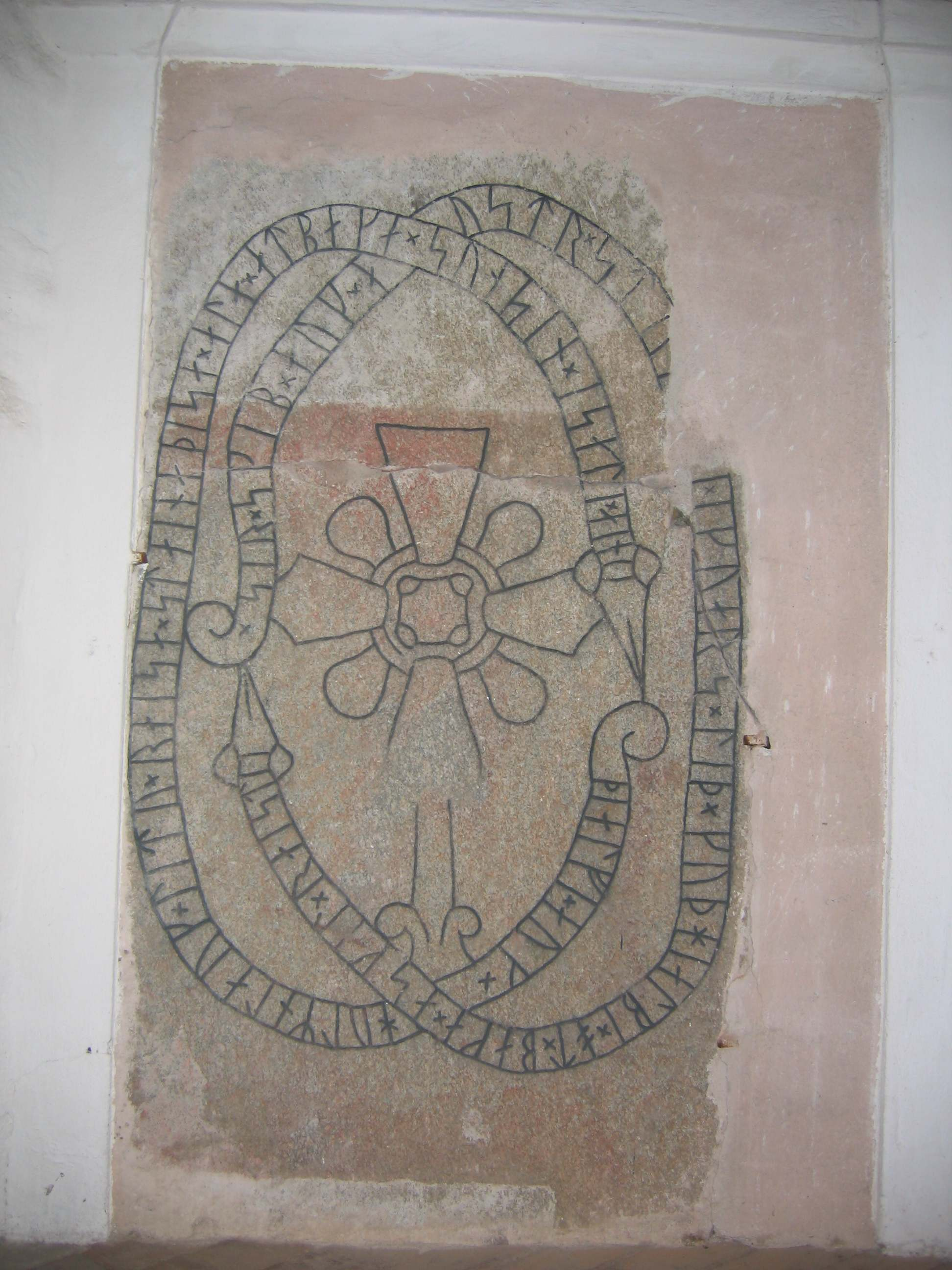
U 778

A pedra foi gravada pelo mestre Ésquilo e nela há um poema nórdico antigo. Está localizada na varanda da igreja de Svinnegarn. O texto se refere ao lið de Inguar. A palavra, traduzida pelo Rundata como "comitiva", é frequentemente usada para se referir ao Þingalið, as forças escandinavas que serviram os reis ingleses entre 1013–1066, e é usada dessa maneira na pedra U 668. Foi sugerido que lið poderia também se referir a "conjunto de navios".
Transliteração:
þialfi × auk × hulmnlauk × litu × raisa × staina þisa × ala × at baka × sun sin × is ati × ain × sir × skib × auk × austr × stu[rþi ×] i × ikuars × liþ × kuþ hialbi × ot × baka × ask(i)l × raist
Transcrição nórdica antiga:
Þialfi ok Holmlaug letu ræisa stæina þessa alla at Banka/Bagga, sun sinn. Es atti æinn seʀ skip ok austr styrði i Ingvars lið. Guð hialpi and Banka/Bagga. Æskell ræist.
Tradução:
Tialfi e Holmlaugo fizeram todas essas pedras serem erguidas em memória de Banqui/Bagui, seu filho, que sozinho detinha um navio e foi para o leste na comitiva de Inguar. Possa Deus ajudar o espírito de Banqui/Bagui. Ésquilo gravou.

### U 837

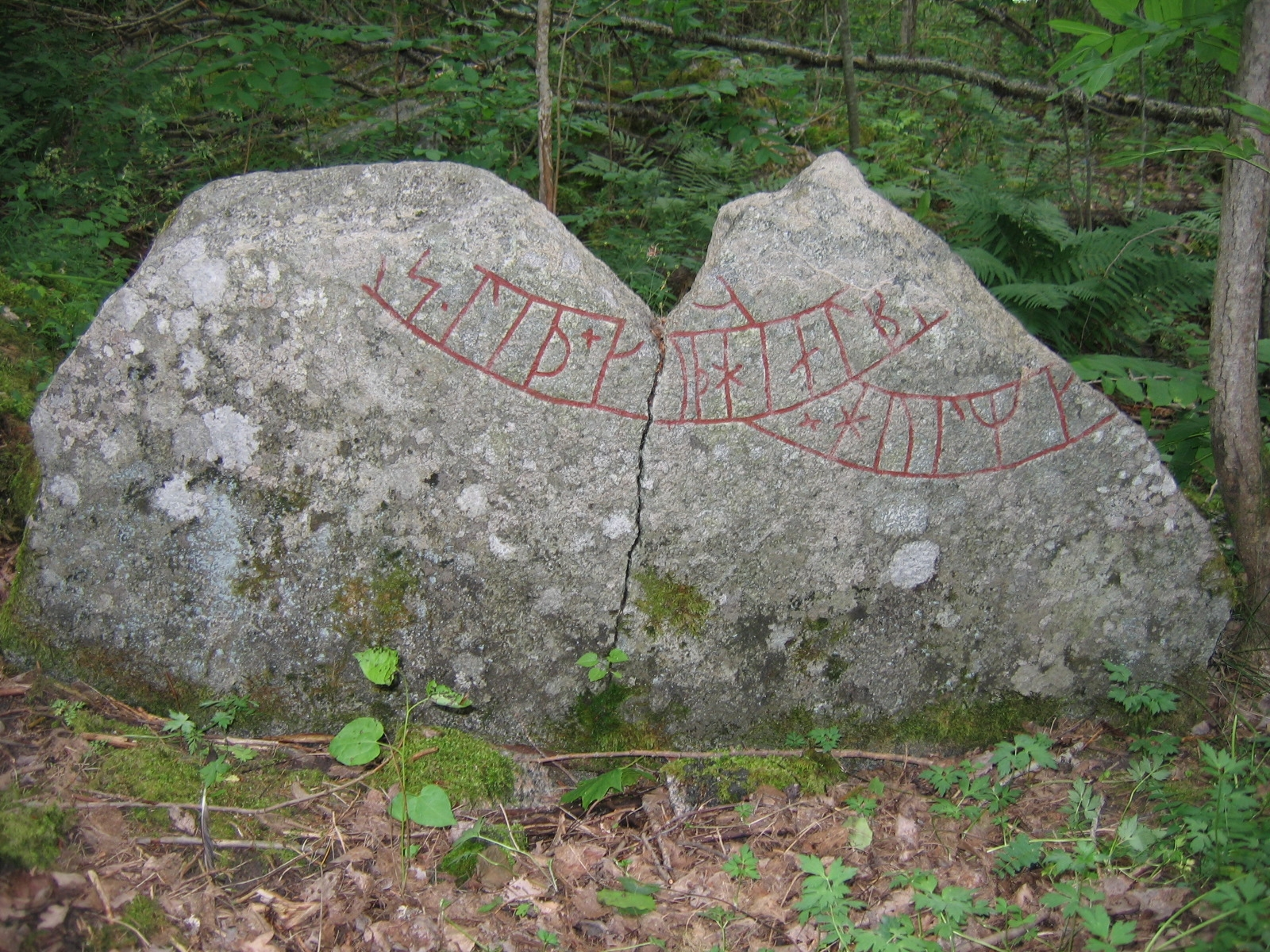
U 837

A pedra está localizada em Alsta, Nysätra. Foi descoberta nos anos 40 por um garoto local, e uma pesquisa sem sucesso foi iniciada para encontrar as partes remanescentes. Está numa floresta a cerca de 100 metros da estrada. Sua identidade como uma pedra de Inguar se baseia nas runas remanescentes -rs + liþ, que concordam com ikuars × liþ ("comitiva de Inguar") na runa U 778.
Transliteração:
... ...k × hulmk... ... ...(r)s + liþ × kuþ × hialb(i) ...
Transcrição nórdica antiga:
... [o]k Holmg[æiʀʀ](?) ... [Ingva]rs(?) lið. Guð hialpi ...
Tradução:
e Holmgeir(?) ... comitiva de Inguar(?). Possa Deus ajudar ...

### U 1143

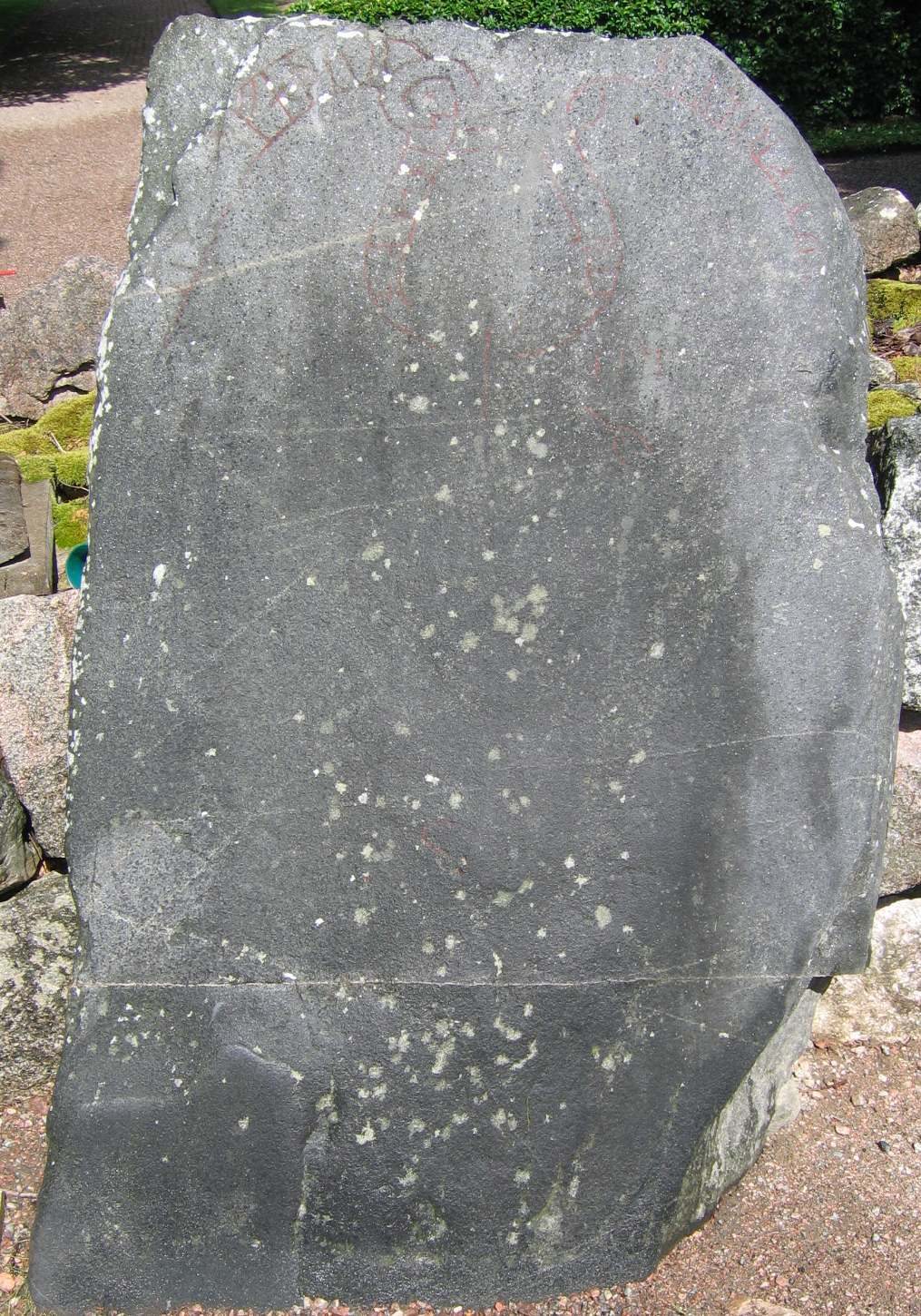
U 1143

Essa pedra está localizada na Igreja de Tiespe. Embora muito mal preservada hoje, seu texto é conhecido através de um desenho feito por Johan Peringskiöld.
Transliteração:
[klintr auk blikr × ristu stin × þinsi * iftiʀ kunu(i)þ] × faþur × sin + han [× foʀ bort miþ (i)kuari + kuþ trutin hialbi ont ...](r)[a *] kristin[a þu]r[iʀ + --an- × ri]s[ti +]
Transcrição nórdica antiga:
Klintr(?) ok Blæikʀ ræistu stæin þennsi æftiʀ Gunnvið, faður sinn. Hann for bort með Ingvari. Guð drottinn hialpi and [ald]ra kristinna. Þoriʀ [ru]na[ʀ](?)/[Tr]an[i](?) risti.
Tradução:
Klettr(?) e Bleikr ergueu essa pedra em memória de Gunnviðr, seu pai. Ele viajou com Inguar. Possa o Senhor Deus ajudar os espíritos de todos os cristãos. Torir gravou as runas (?) / Torir, o Crane gravou.

### U Fv1992;157

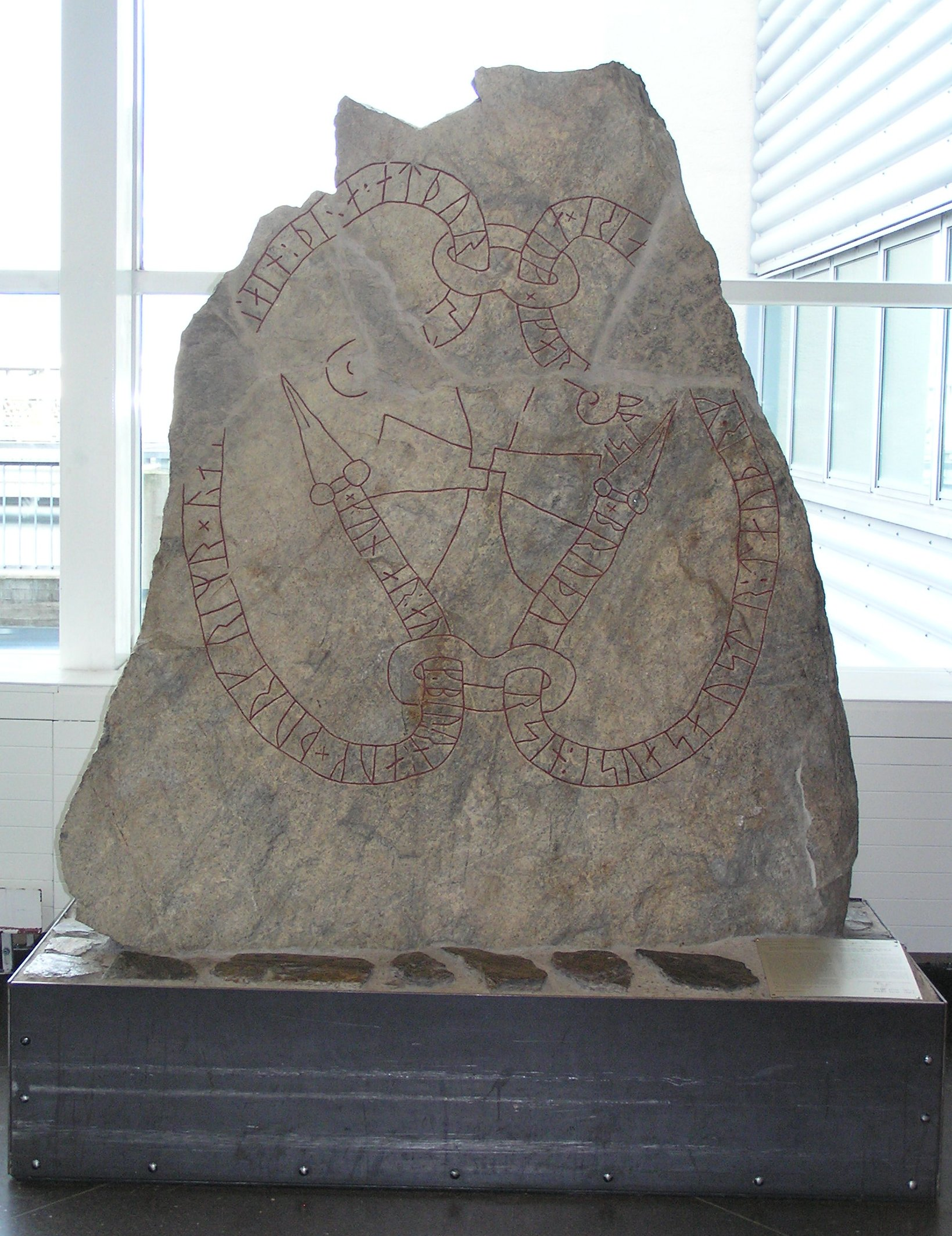
U Fv1992;157

A pedra foi descoberta por trabalhadores na construção de estradas em 6 de abril de 1990. Um runólogo chegou e notou que faltavam algumas partes. Também estava deitada com o texto para cima e provavelmente tinha sido desenterrada e movida por máquinas no inverno anterior de algum lugar nas proximidades. A existência do líquen mostrou que não havia sido completamente coberta pelo solo. No final do mês, uma escavação arqueológica descobriu duas peças perdidas da pedra. No dia 23, foi transferida ao Museu de Sigtuna e em 16 de maio foi transportada para um pedreiro que consertou-a.
A pedra é um granito cinza claro e finamente granulado, com 2,30 metros de altura e 1,73 de largura. O mestre rúnico não parece ter preparado muito a superfície e, portanto, a superfície é bastante grossa, mas ainda assim as runas são legíveis. Foi feito pelo mesmo mestre rúnico da pedra U 439 e provavelmente da U 661. É o único mestre rúnico que fala da construção de uma ponte. A escavação estabeleceu que a pedra foi localizada ao lado de uma estrada, e havia certa vez um riacho no local através do qual a ponte havia passado. A referência à construção de pontes no texto rúnico é bastante comum em pedras rúnicas durante este período de tempo e são interpretadas como referências cristãs relacionadas à passagem da alma para a vida após a morte. Neste momento, a Igreja Católica patrocinou a construção de estradas e pontes através do uso de indulgências em troca de intercessão pela alma. Há muitos exemplos dessas pedras de ponte datadas do século XI, incluindo inscrições rúnicas Sö 101, U 489 e U 617.
Uma vez que não poderia ser reerguida em sua localização original, a Administração Sueca de Aviação Civil providenciou para que pudesse ser instalada no novo terminal 2 para voos domésticos. Foi inaugurada no terminal com cerimônia solene pela Administração da Aviação Civil em 17 de maio de 1992.
Transliteração:
× kunar : auk biurn : auk × þurkrimr × ra-... ...tain : þina * at þurst... × bruþur sin : is uas austr : tauþr * m... ...ari × auk × karþ... ...u þisi
Transcrição nórdica antiga:
Gunnarr ok Biorn ok Þorgrimʀ ræ[istu s]tæin þenna at Þorst[æin] broður sinn, es vas austr dauðr m[eð Ingv]ari, ok gærð[u br]o þessi.
Tradução:
"Gunar e Biorno e Torgrimir ergueram essa pedra em memória de Torsteino, seu irmão, que foi morto no leste com Inguar e fez essa ponte."

## Sudermânia

### Sö 9

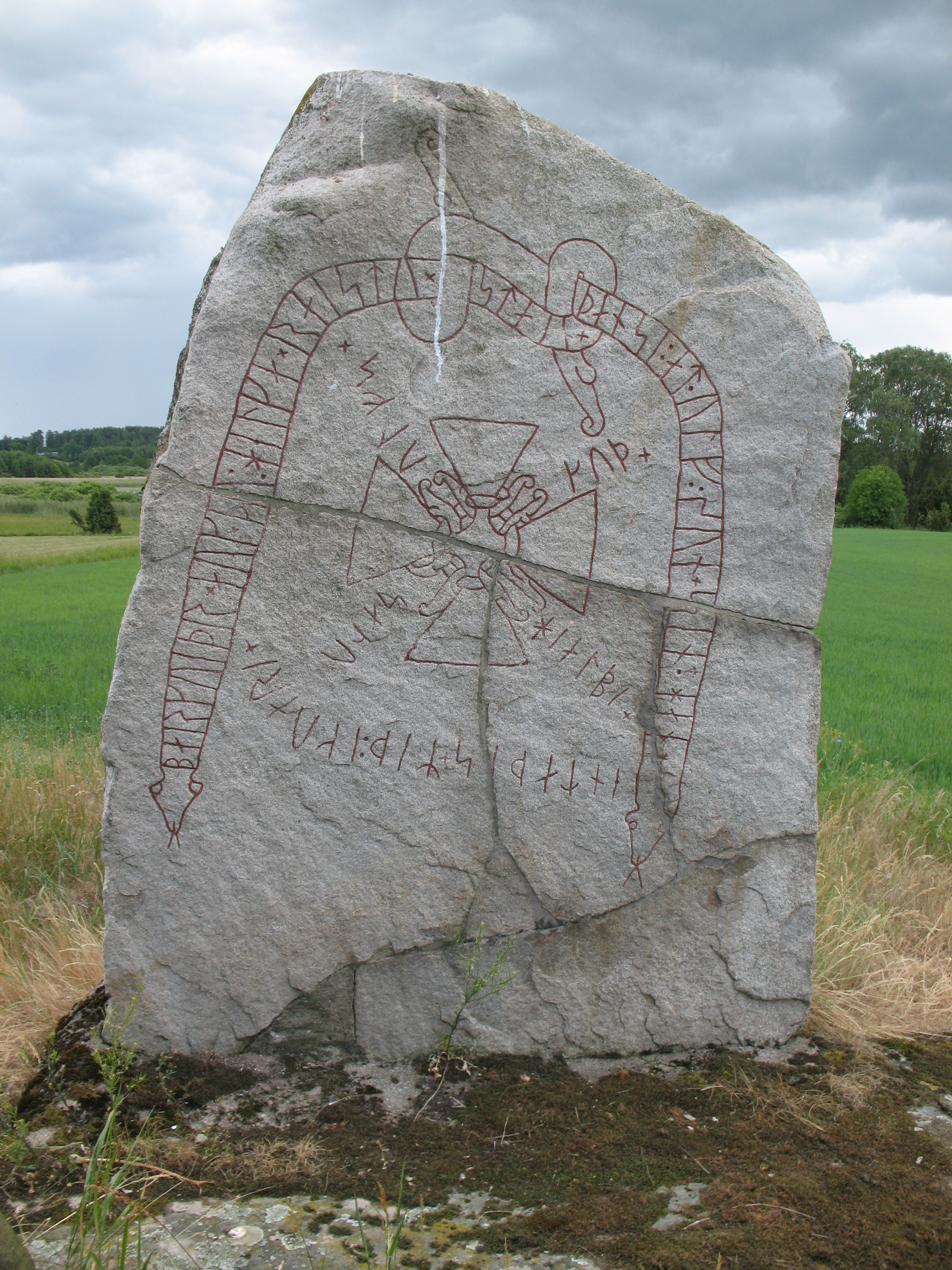
Sö 9

A pedra está localizada em Lifsinge. O mestre rúnico usou a imagem da cruz no centro para enfatizar a salvação; o texto que significa "que Deus ajude a alma de Ulfo" rodeia a cruz.
Transliteração:
barkuiþr × auk × þu : helka × raistu × stain × þansi : at * ulf : sun * sint * han × entaþis + miþ : ikuari + kuþ + hialbi + salu ulfs ×
Transcrição nórdica antiga:
Bergviðr/Barkviðr ok þau Hælga ræistu stæin þannsi at Ulf, sun sinn. Hann ændaðis með Ingvari. Guð hialpi salu Ulfs.
Tradução:
"Bergviðr/Barkviðr e Helga ergueram essa pedra em memória de Ulfo, seu filho. Ele encontrou seu fim com Inguar. Possa Deus ajudar a alma de Ulfo."

### Sö 96

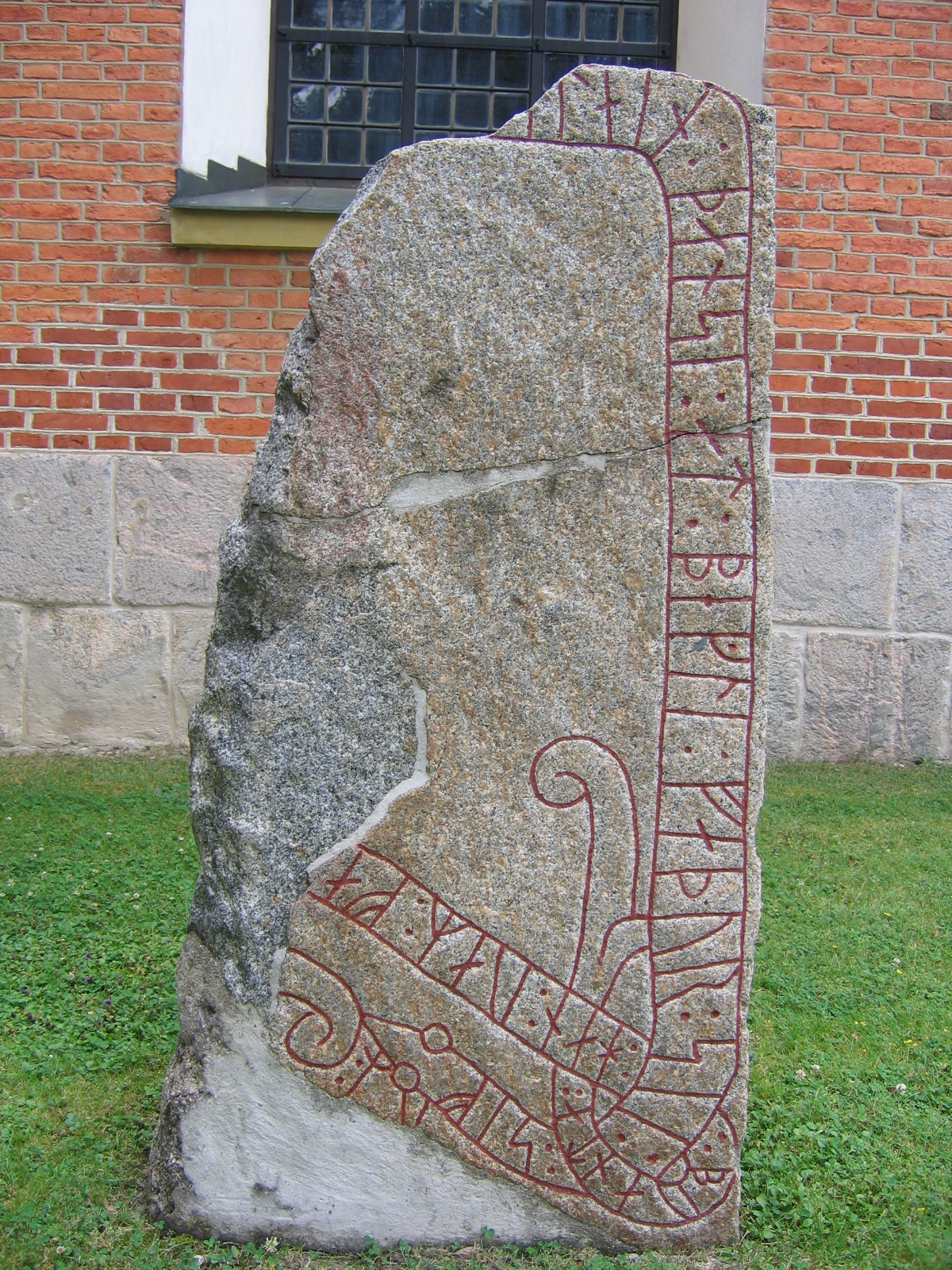
Sö 96

A pedra está localizada na igreja de Jäder.
Transliteração:
-(t)ain : þansi : at : begli : faþur : sii :: buanta :: sifuʀ :: han : uaʀ : fa... ...
Transcrição nórdica antiga:
[s]tæin þannsi at Bægli, faður sinn, boanda Sæfuʀ. Hann vaʀ fa[rinn](?) ...
Tradução:
"[...] esta pedra em memória Beglir, seu pai, lavrador de Saefa. Ele viajou(?) [...]"

### Sö 105

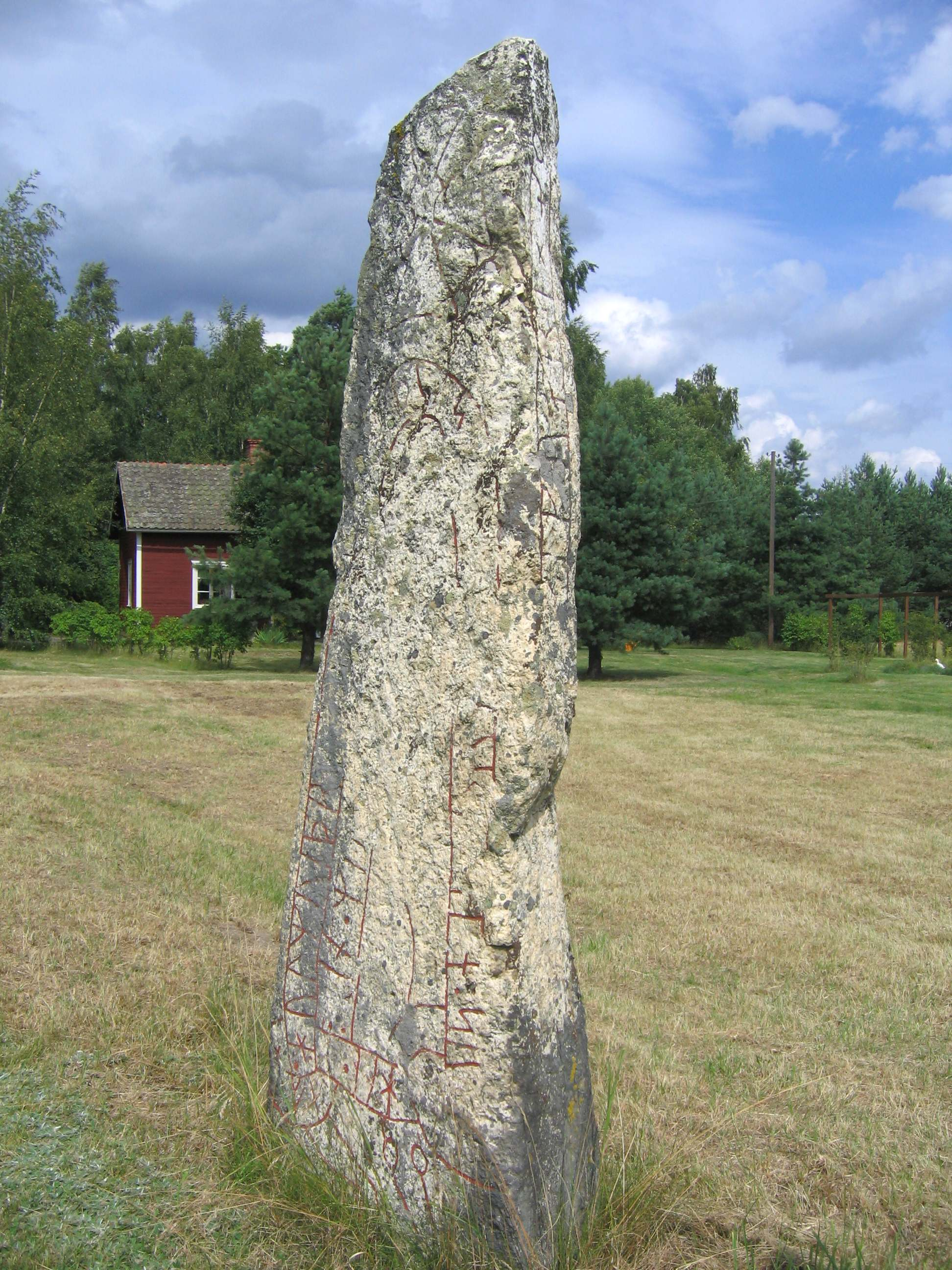
Sö 105

A pedra está em Högstena. Foi feita por Holmuidir em memória de seu filho Torbiorno. Com base em outras pedras, as conexões familiares mais amplas das pessoas mencionadas nesta pedra rúnica foram reconstruídas da seguinte forma: Holmuidir era um rico proprietário de terras que também aparece na pedra rúnica Sö 116. Era casado com Giridir, a irmã de Sigfastir, a proprietária da Snottsta, que é mencionada nas runas U 623 e U 331.
Transliteração:
hulmuiþr : -þi-(s)... ...(ʀ) ...ur--(r)- su[n] han : uaʀ : fa-in : m(i)- : ikuari ×+
Transcrição nórdica antiga:
Holmviðr ... ... [Þ]or[bæ]r[n](?) sun [sinn]. Hann vaʀ fa[r]inn me[ð] Ingvari.
Tradução:
"Holmuidir ... ... Torbiorno(?), seu filho. Ele viajou com Inguar."

### Sö 107

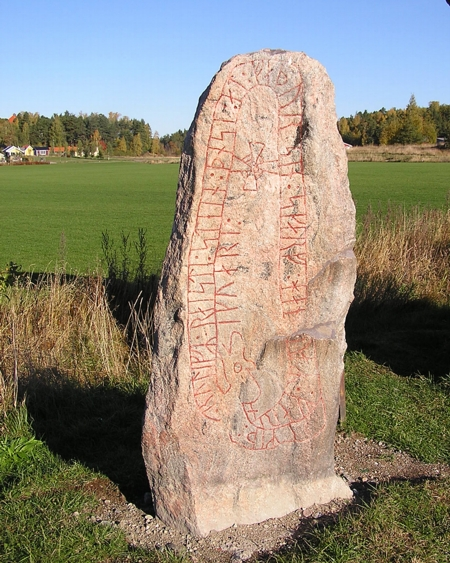
Sö 107

A pedra foi originalmente localizada em Balsta. Foi transferido para Esquiltuna no século XVII e depois mudou-se para Gredby em 1930, adjacente a Sö 108 e Sö 109.
Transliteração:
rulifʀ : raisti : stein : þnsi : at : faþur : sin : skarf : ha[n] uaʀ : farin : miþ : ikuari :
Transcrição nórdica antiga:
Hroðlæifʀ ræisti stæin þennsi/þannsi at faður sinn Skarf. Hann vaʀ farinn með Ingvari.
Tradução:
"Rodeleivo ergueu essa pedra em memória de seu pai Escarfir. Ele viajou com Inguar."

### Sö 108

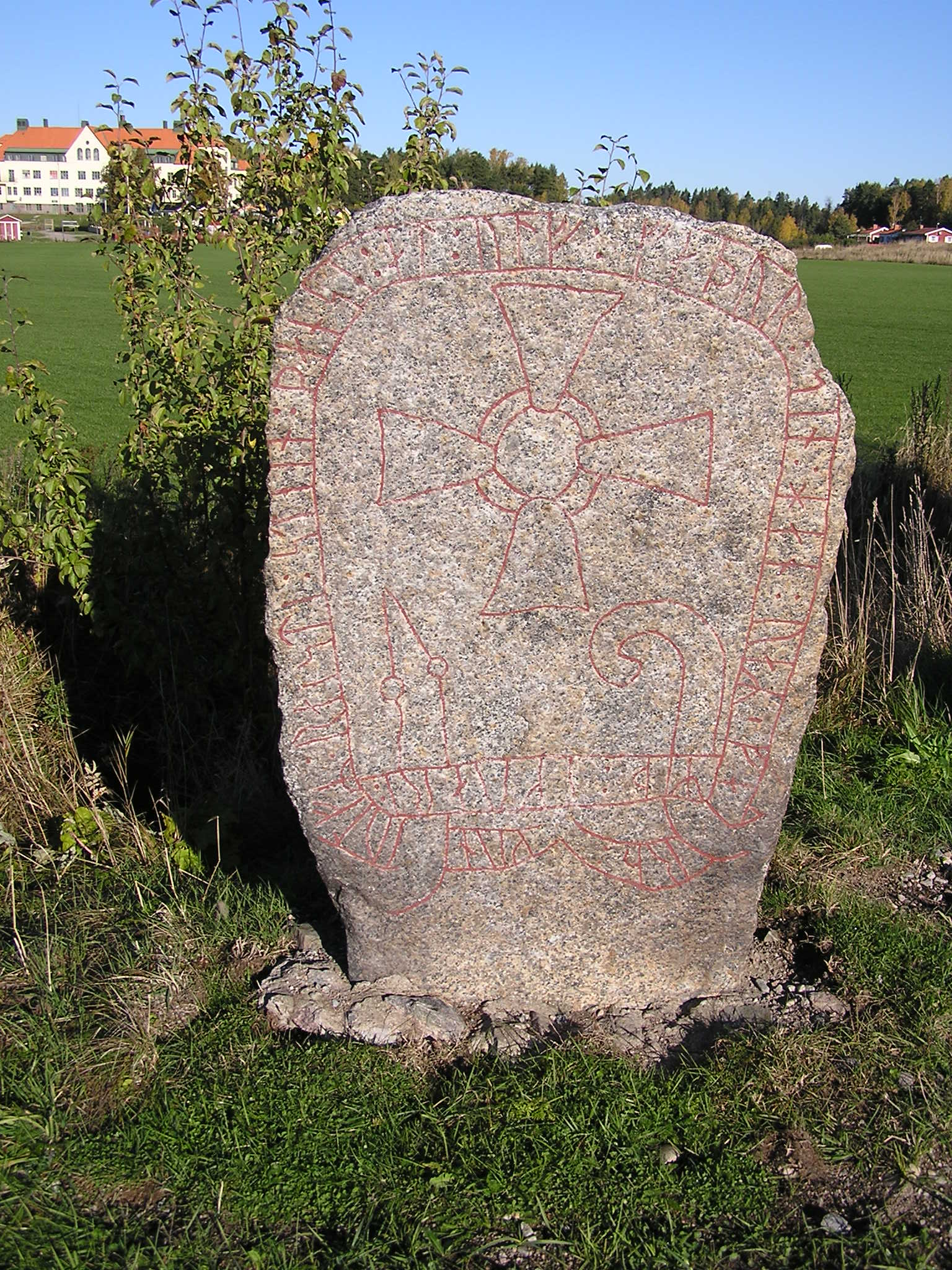
Sö 108

Esta pedra está em Gredby. O nome do pai Ulfo significa "lobo", enquanto o nome de seu filho Gunulfo combina gunnur para fazer "lobo de guera".
Transliteração:
: kunulfʀ : raisti : stein : þansi : at : ulf : faþur : sin : han : uaʀ i : faru : miþ : ikuari :
Transcrição nórdica antiga:
Gunnulfʀ ræisti stæin þannsi at Ulf, faður sinn. Hann vaʀ i faru með Ingvari.
Tradução:
"Gunulfo ergueu essa pedra em memória de seu pai Ulfo. Ele viajou com Inguar."

### Sö 131

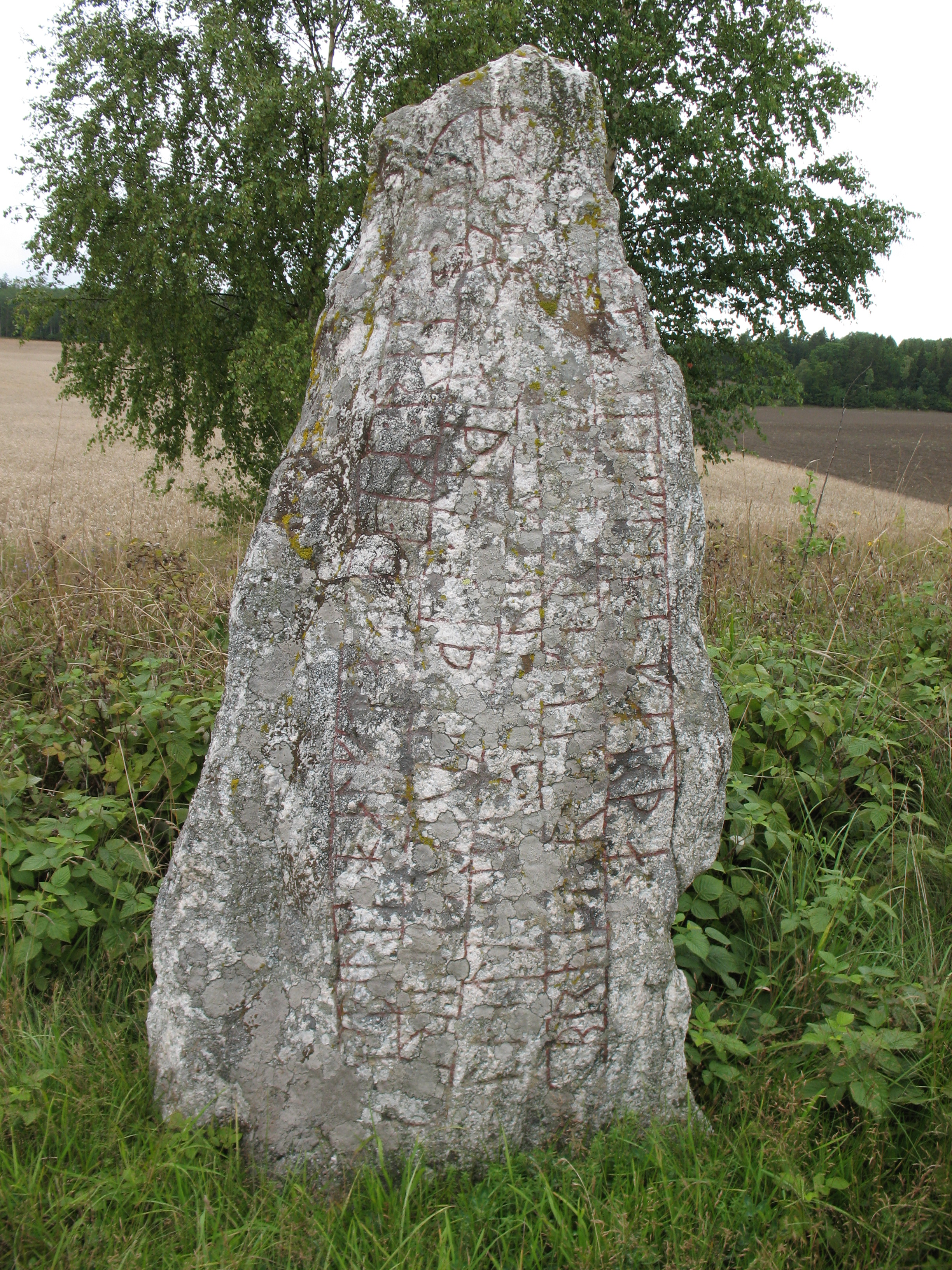
Sö 131

A pedra cita a Serclândia, e está em Lundby. Quando Richard Dybeck visitou o cemitério local em meados do século XIX, alguém lhe contou sobre uma pedra que subia apenas oito centímetros acima do solo e que se dizia ser "escrita". Dybeck escavou-a e descobriu que era uma pedra rúnica. Na época de Dybeck, havia também os restos de um navio de pedra ao lado dela.
Escardo (Skarði) é um nome bastante incomum, mas aparece em inscrições rúnicas na Suécia, Noruega e Dinamarca. Talvez deriva de uma palavra para "incisão" e provavelmente se refere a alguém que tem lábio leporino. O nome Spjóti também é incomum e é achado apenas nas proximidades da pedra rúnica de Kjula. A palavra heðan ("daqui") é encontrada apenas numa única inscrição rúnica da Era Viquingue. A última parte da inscrição é um poema aliterativo. Esse tipo de verso aparece em várias pedras rúnicas e é bem conhecido da poesia nórdica do Velho Oeste.
Transliteração:
: sbiuti : halftan : þaiʀ : raisþu : stain : þansi : eftiʀ : skarþa : bruþur sin : fur : austr : hiþan : miþ : ikuari : o sirklanti : likʀ : sunʀ iuintaʀ
Transcrição nórdica antiga:
Spiuti, Halfdan, þæiʀ ræisþu stæin þannsi æftiʀ Skarða, broður sinn. For austr heðan með Ingvari, a Særklandi liggʀ sunʀ Øyvindaʀ.
Tradução:
"Spjóti e Haldano ergueram essa pedra em memória de Escardo, seu irmão. Daqui viajou ao leste com Inguar; na Serclândia fica o filho de Eivindir."

### Sö 173

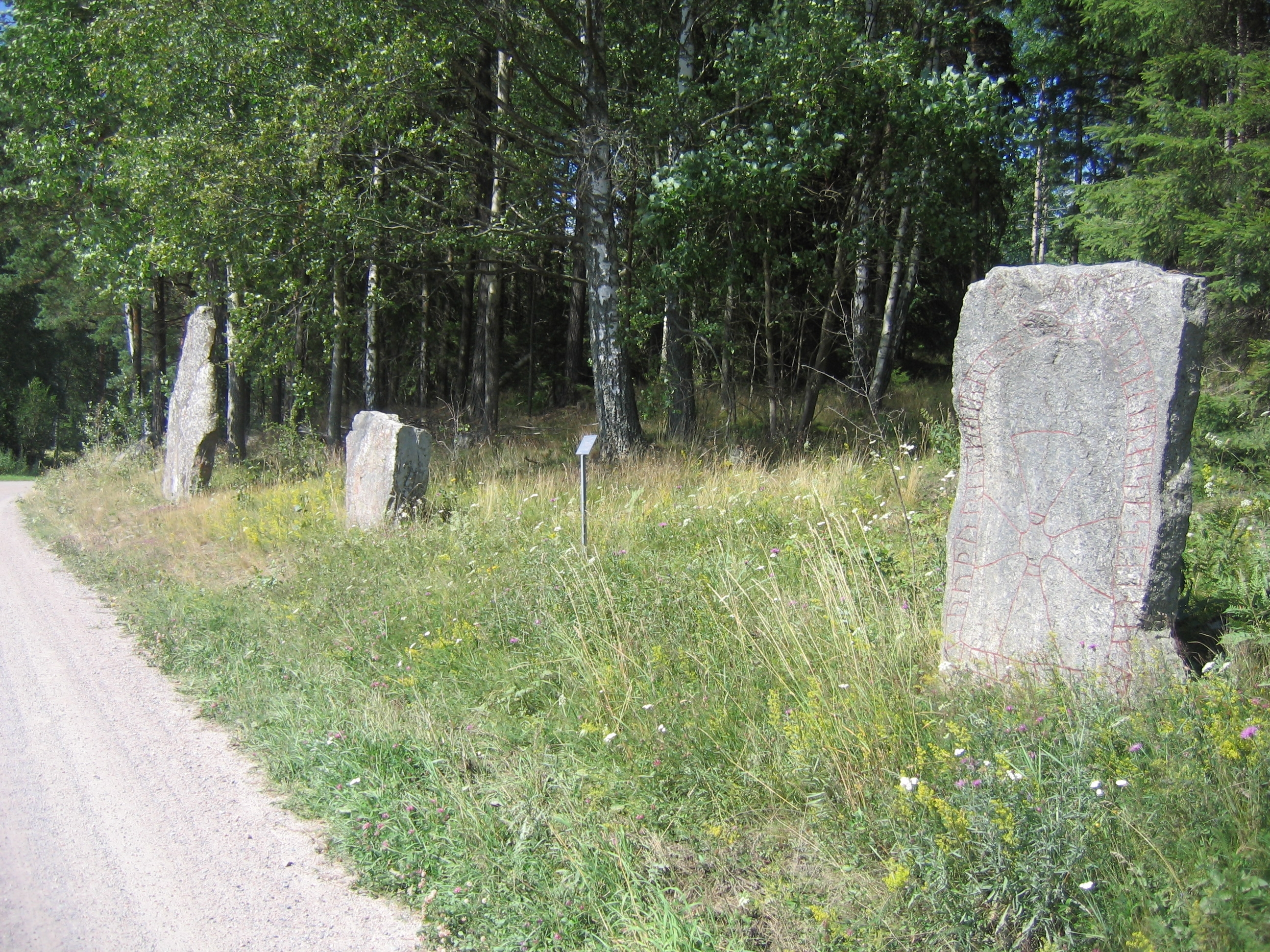
As três pedras em Tystberga

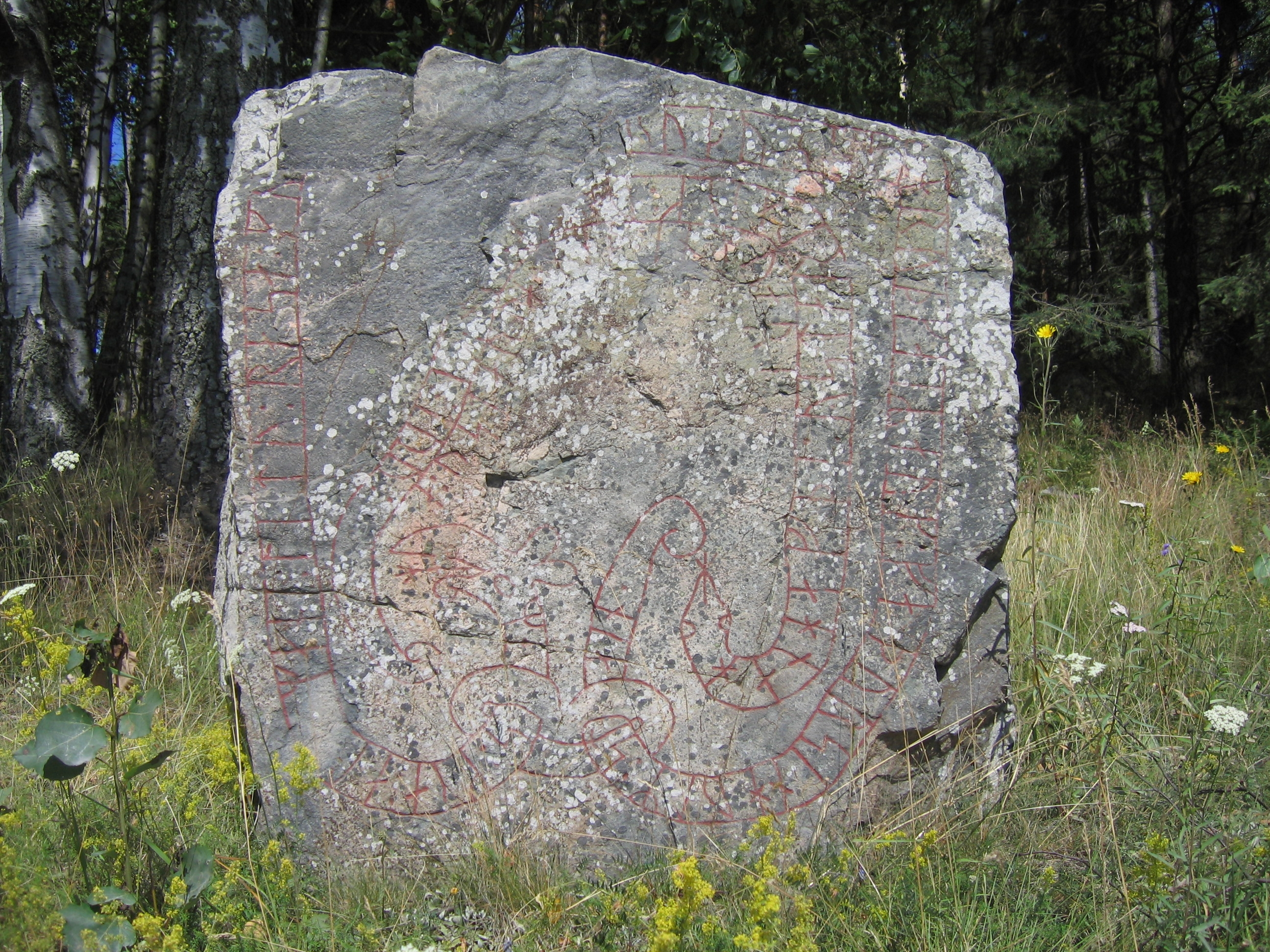
Sö 173

Na aldeia de Tystberga existem três pedras. Duas delas são chamadas Sö 173 e Sö 374 e tem runas, e uma delas tem uma cruz. Ambas as inscrições são do século XI e falam da mesma família. Provavelmente se referem às expedições viquingues tanto para oeste quanto para leste. O local foi descrito pela primeira vez por Lukas Gadd durante a revisão nacional dos monumentos pré-históricos que ocorreu no século XVII. Em um cercado na propriedade estatal de Tystberga havia uma pedra plana jazendo com runas e ao lado dela havia outra pedra chata inclinada. Além disso, havia uma grande pedra quadrada cercada por fileiras de pedras menores, que Gadd descreveu como "um cemitério razoavelmente grande". Não muito longe dali, havia também dois túmulos gigantescos, com cerca de 30 metros (20 passos) de comprimento.
Há uma representação da pedra sem cruz do século XVII, feita por Johan Hadorph e Johan Peringskiöld. A representação ajudou os estudiosos a reconstruir as partes que estão danificadas hoje. A pedra foi erguida novamente por Richard Dybeck em 1864. Em 1936, Ivar Schnell examinou a pedra e notou que havia uma grande pedra próxima a ela. Quando esta pedra foi erguida, descobriram que também era uma pedra rúnica, e foi provavelmente a que havia sido descrita anteriormente por Lukas Gadd como a "pedra quadrada". Nas proximidades, Schnell encontrou uma pedra destruída sem runas, que provavelmente era a pedra inclinada descrita por Gadd. Como dificultariam a agricultura, as três pedras foram reerguidas a uma distância de 60 metros, ao lado da estrada. O círculo de pedras e os outros monumentos descritos por Gadd não podiam mais ser encontrados.
As runas mani podem ser interpretadas de duas maneiras, já que inscrições rúnicas nunca repetem duas runas. Uma possibilidade é que se refere a Máni, a lua, e a outra alternativa é o nome masculino Mani, que é derivado de maðr ("homem"). As runas mus: kia são mais desafiadoras e a interpretação mais antiga de que era Mus-Gea é agora rejeitada. É provavelmente uma nominalização de myskia que significa "escurecer" como durante o pôr do sol, e um estudioso sugeriu que poderia significar "pôr-do-sol" e "crepúsculo" e referir-se a, por exemplo, uma cor de cabelo. Uma segunda teoria é que o nome se refere a um morcego. Também é contestado se é o nome de um homem ou mulher, mas a maioria dos estudiosos acha que se refere a uma mulher. O nome Mísquia (Myskia) aparece numa segunda inscrição rúnica na Sudermânia, e pode se referir à mesma pessoa.
A última parte da inscrição é tanto incomum quanto parcialmente problemática. A palavra ystarla pode, sem contexto, ser interpretada como "para oeste" e "para leste", mas como austarla aparece mais tarde na inscrição, concorda-se que ystarla significa "para oeste". É incomum, mas não único, que a runa y (ᚢ) represente o fonema v. Uma razão adicional para essa interpretação é o fato de que permitiria que a última parte da inscrição fosse interpretada como poema no metro fornyrðislag. Isto explicaria o uso da runa já que vestarla permite a aliteração com um vaʀit. Não se sabe se se refere a Hróðgeirr (Rogério) ou Holmsteinn, mas a maioria pensa que é Holmsteinn quem esteve no oeste. A desinência plural -u na forma verbal dou mostra que tanto Rogério quanto Holmsteinn morreram na expedição de Inguar.
Transliteração:
A mus:kia : a(u)[k :] (m)an(i) : litu : rasa : ku[(m)(l) : þausi : at : b]ruþur * (s)in : hr(u)þkaiʀ * auk : faþur sin hulm:stain *
B * han hafþi * ystarla u(m) : uaʀit * lenki : tuu : a:ustarla : meþ : inkuari
Transcrição nórdica antiga:
A Myskia ok Manni/Mani letu ræisa kumbl þausi at broður sinn Hroðgæiʀ ok faður sinn Holmstæin.
B Hann hafði vestarla um vaʀit længi, dou austarla með Ingvari.
Tradução:
"A "Mísquia e Máni/Mani ergueram esses monumentos em memória de seus irmãos Rogério e seu pai Holmsteinn."
B "Ele por muito tempo esteve no oeste; morreu no oeste com Inguar."

### Sö 179

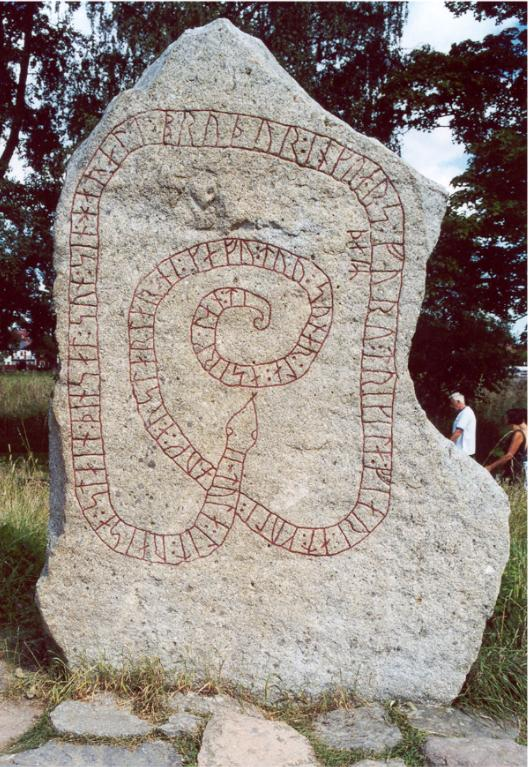
Pedra de Gripsolmo

A pedra de Gripsholm (Sö 179) é uma das pedras rúnicas da Serclândia. Está localizado ao lado do Castelo de Gripsolmo, juntamente com outra pedra do século XI, Sö 178, mas a sua localização original é desconhecida. Foi descoberta no início dos anos 1820 por Wallin, o zelador do castelo, formando o limiar do porão da torre oriental do castelo, a chamada "torre do teatro". Estava sob as duas paredes laterais da porta e também coberta com alcatrão, o que sugere que fizesse parte de outra construção antes de ser usada como material de construção para o castelo. Levaria 100 anos adicionais antes que a pedra fosse recuperada do castelo e pudesse ser lida em sua totalidade.
A inscrição diz que foi erguida em memória de Haroldo, irmão de Inguar, e acredita-se que tenha morrido na região do mar Cáspio. Um assunto que tem sido vividamente discutido é por que a pedra rúnica só é erguida em honra de Haroldo e não de Inguar, e a explicação mais amplamente aceita é que Tola era apenas a mãe de Haroldo e que os dois homens eram apenas meio-irmãos. Também é possível que houvesse originalmente duas pedras das quais uma estava em memória de Inguar, mas a pedra do último desapareceu. Uma terceira possibilidade é que "irmão" se refere a irmão de armas, irmão de sangue, ou algo similar, e isso é um uso da palavra que aparece numa das pedras rúnicas em Halestádio na Escânia.
Uma teoria proposta por Braun conecta esta pedra às runas medievais U 513, U 540 e Sö 279, e mantém Inguar, o Viajado como filho do rei sueco Emundo, o Velho. A segunda metade da inscrição está em verso aliterativo da forma fornyrðislag. A frase para alimentar a águia é um kenning que significa "matar inimigos".
Transliteração:
ᛏᚢᛚᛅ : ᛚᛁᛏ : ᚱᛅᛁᛋᛅ : ᛋᛏᛅᛁᚾ : ᚦᛁᚾᛋ ᛅᛏ : ᛋᚢᚾ : ᛋᛁᚾ : ᚼᛅᚱᛅᛚᛏ : ᛒᚱᚢᚦᚢᚱ : ᛁᚾᚴᚢᛅᚱᛋ : ᚦᛅᛁᛦ : ᚠᚢᚱᚢ : ᛏᚱᛁᚴᛁᛚᛅ : ᚠᛁᛅᚱᛁ : ᛅᛏ : ᚴᚢᛚᛁ : ᛅᚢᚴ : ᛅ:ᚢᛋᛏᛅᚱᛚᛅᚱ ᚾᛁ : ᚴᛅᚠᚢ : ᛏᚢᚢ : ᛋᚢᚾᛅᚱ:ᛚᛅ : ᛅᛋᛁᚱᚴ:ᛚᛅᚾ:ᛏᛁ
Transcrição nórdica antiga:
tula : lit : raisa : stain : þins at : sun : sin : haralt : bruþur : inkuars : þaiR furu : trikila : fiari : at : kuli : auk : a:ustarlar ni : kafu : tuu : sunar:la : a sirk:lan:ti
Tradução:
"Tola mandou erigir esta pedra em memória do seu filho Haroldo, irmão de Inguar. Estes homens partiram para terras longínquas em busca de ouro e deram comida à águia. Morreram no Sul na Serclândia."

### Sö 254
A pedra está em Vansta.
Transliteração:

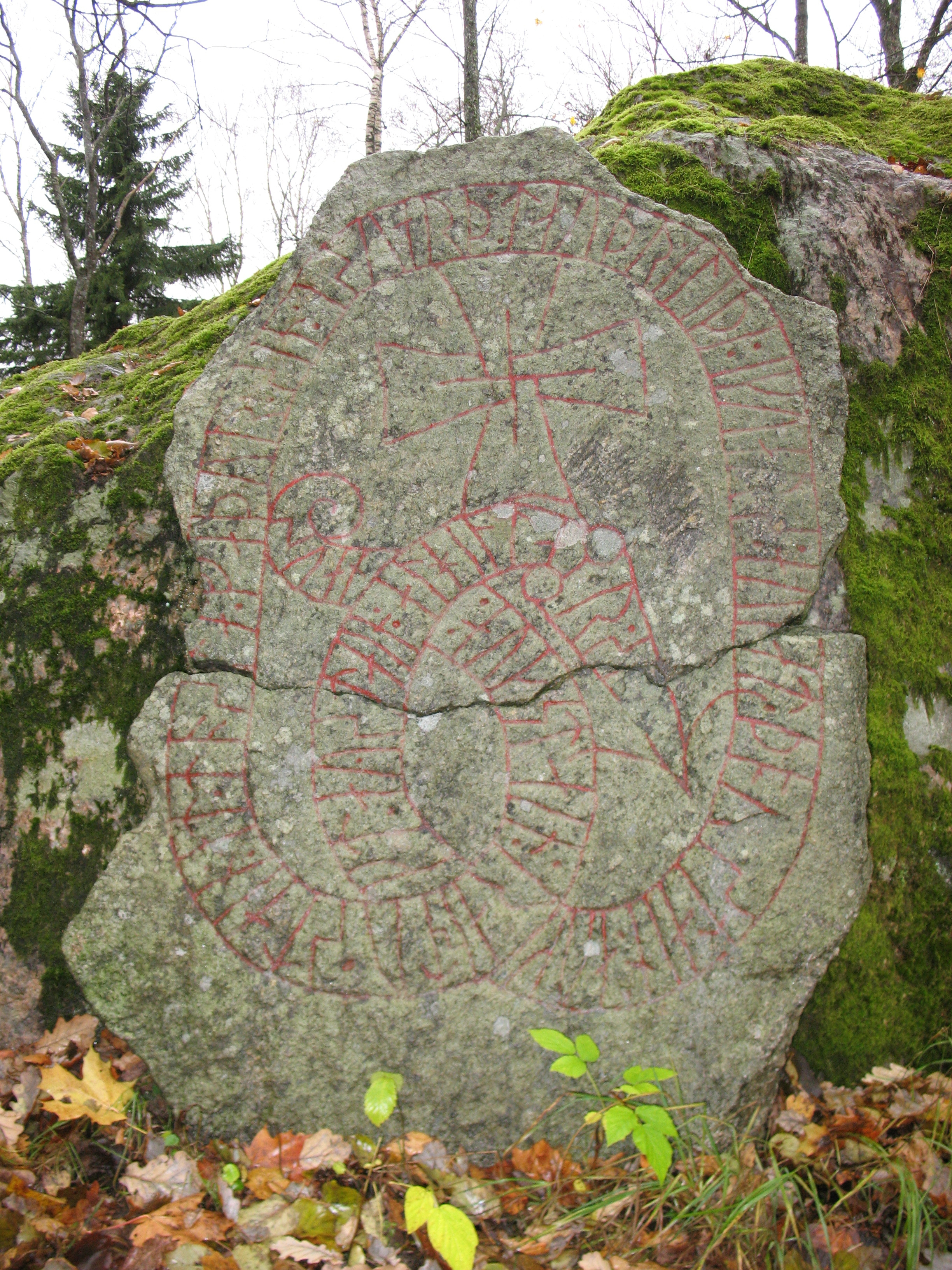
Sö 254

* suan : auk stain : raistu * stain : at * tos(t)a : faþur : sin : is uarþ : tauþr * i liþi : ikuars : au(k) at * þo(r)stain : auk kt : aystain : alhiltar * s--
Transcrição nórdica antiga:
Svæinn ok Stæinn ræistu stæin at Tosta, faður sinn, es varð dauðr i liði Ingvars, ok at Þorstæin ok at Øystæin, Alfhildaʀ s[un]
Tradução:
"Sueno e Estêvão mandaram erigir esta pedra em memória de Tosti, seu pai, que morreu na companhia de Inguar, e em memória de Torstênio, e em memória de Osteno, filho de Alfildo."

### Sö 277

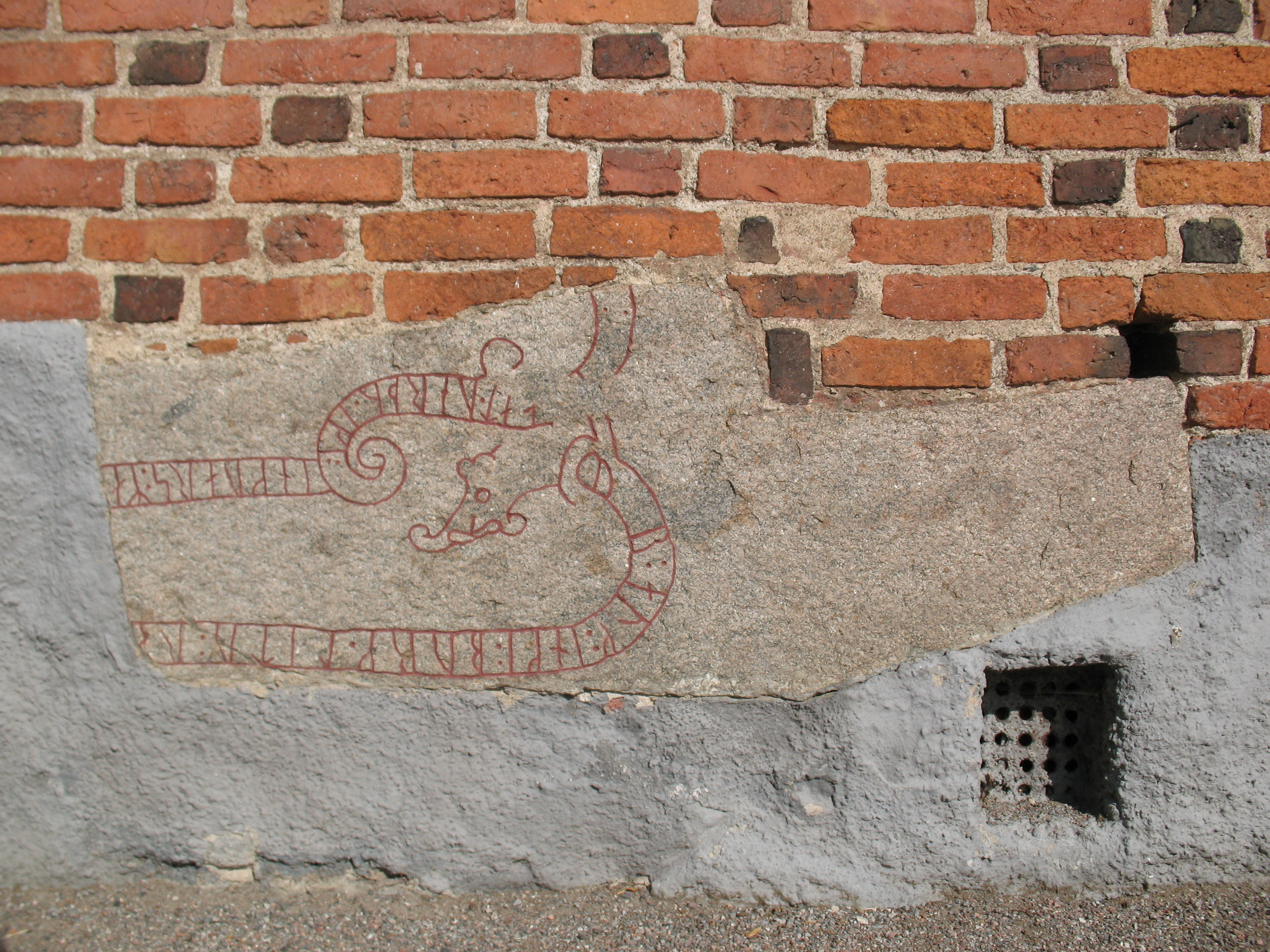
Sö 277

A pedra está na Catedral de Estregnésia.
Transliteração:
u--r : auk : inki:burk : (l)itu : ra... ... ...- : ...a at * uerþr * iki : inkuars : ma... ...
Transcrição nórdica antiga:
ok Ingiborg letu ræ[isa] ... ... ... <at> verðr ængi Ingvars ma[nna] ...
Tradução:
"e Ingilbiorgo ergueu ... ... ... em memória de ... não estará entre os homens de Inguar .."

### Sö 279

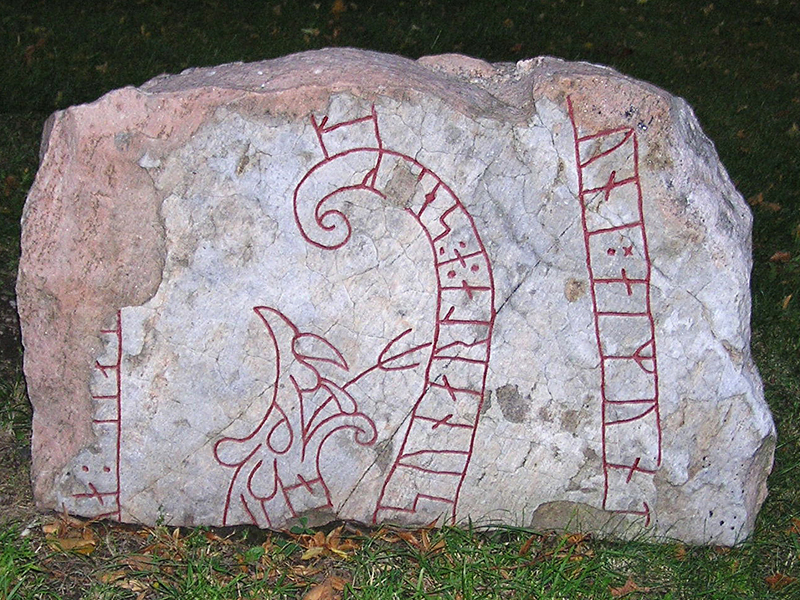
Sö 279

A pedra é uma das pedras da Serclândia e está na Catedral de Estregnésia. Uma teoria proposta por Braun liga esta pedra às pedras rúnicas U 513, U 540 e Sö 179 e mantém Inguar, o Viajado como filho do rei sueco Emundo, o Velho.
Transliteração:
ai... ... ...(u)a : --(a)- ... ...uni ÷ aimunt... ... sunarla : a : se(r)kl...
Transcrição nórdica antiga:
Æi... ... [hagg]va [st]æ[in] ... [s]yni Æimund[aʀ] ... sunnarla a Særkl[andi].
Tradução:
"Ei- ... ... a pedra corta ... filho de Emundo ... no sul na Serclândia"

### Sö 281

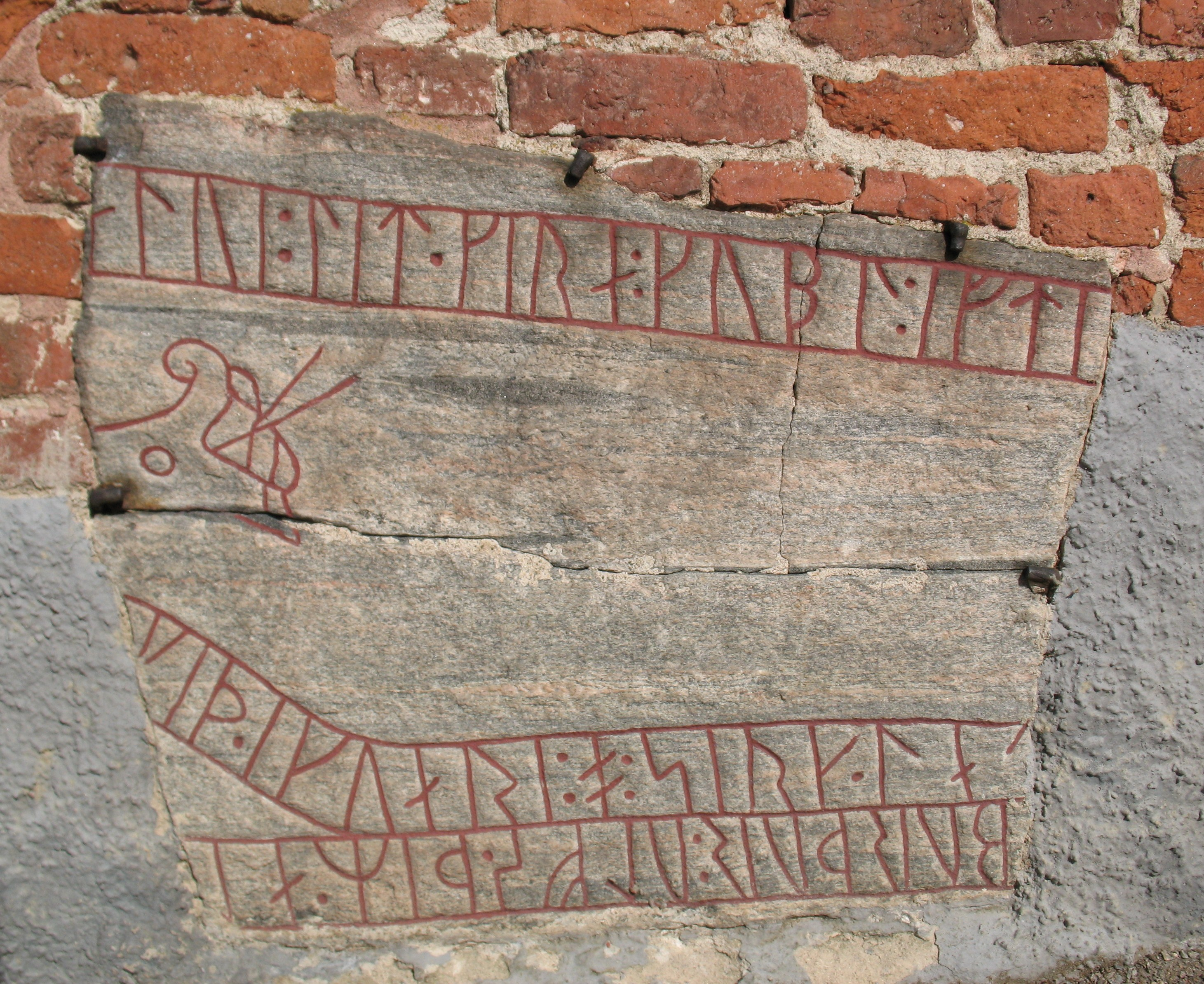
Sö 281

A pedra está na Catedral de Estregnésia.
Transliteração:
(a)lui : lit * kira : kubl : ifti... ... burþur : ulfs * þiʀ * a(u)... ... (m)iþ * ikuari : o : sirk*la(t)...
Transcrição nórdica antiga:
vi let gærva kumbl æfti[ʀ] ... broður Ulfs. Þæiʀ au[str]/au[starla] ... með Ingvari a Særkland[i].
Tradução:
"-vé teve esse monumento feito em memória de ... irmão de Ulfo. Eles no / para o leste ... com Inguar na Serclândia"

### Sö 287

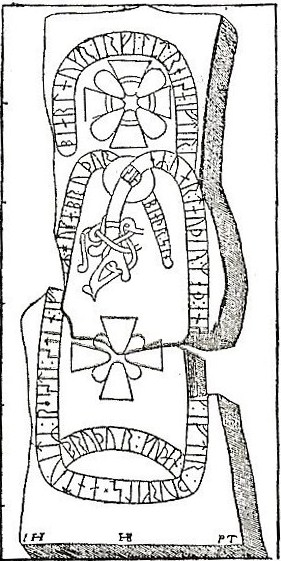
Sö 287

A pedra estava em Hunhammar, mas desapareceu.
Transliteração:
[× antuitʀ : reisti : stin : iftiʀ : huka : bruþur sin eʀ : uar : tauþe(r) : miþ : ink... ...k : iftir : þurkils bruþur : kuþan biarlaukr : irfi : lit : reisa : iftir : biaþr : sin]
Transcrição nórdica antiga:
Andvettr ræisti stæin æftiʀ Huga, broður sinn, eʀ vaʀ dauðr með Ing[vari, o]k æftiʀ Þorgils, broður goðan. Biarnlaugr ærfi(?) let ræisa æftiʀ faður(?) sinn.
Tradução:
"Andvéttr ergueu a pedra em memória de Hugi, seu irmão, que morreu com Inguar, e em memória de Torgilo, seu bom irmão. Biarnolaugo, o herdeiro (?), teve (a pedra) erguida em memória de seu pai (?)"

### Sö 320

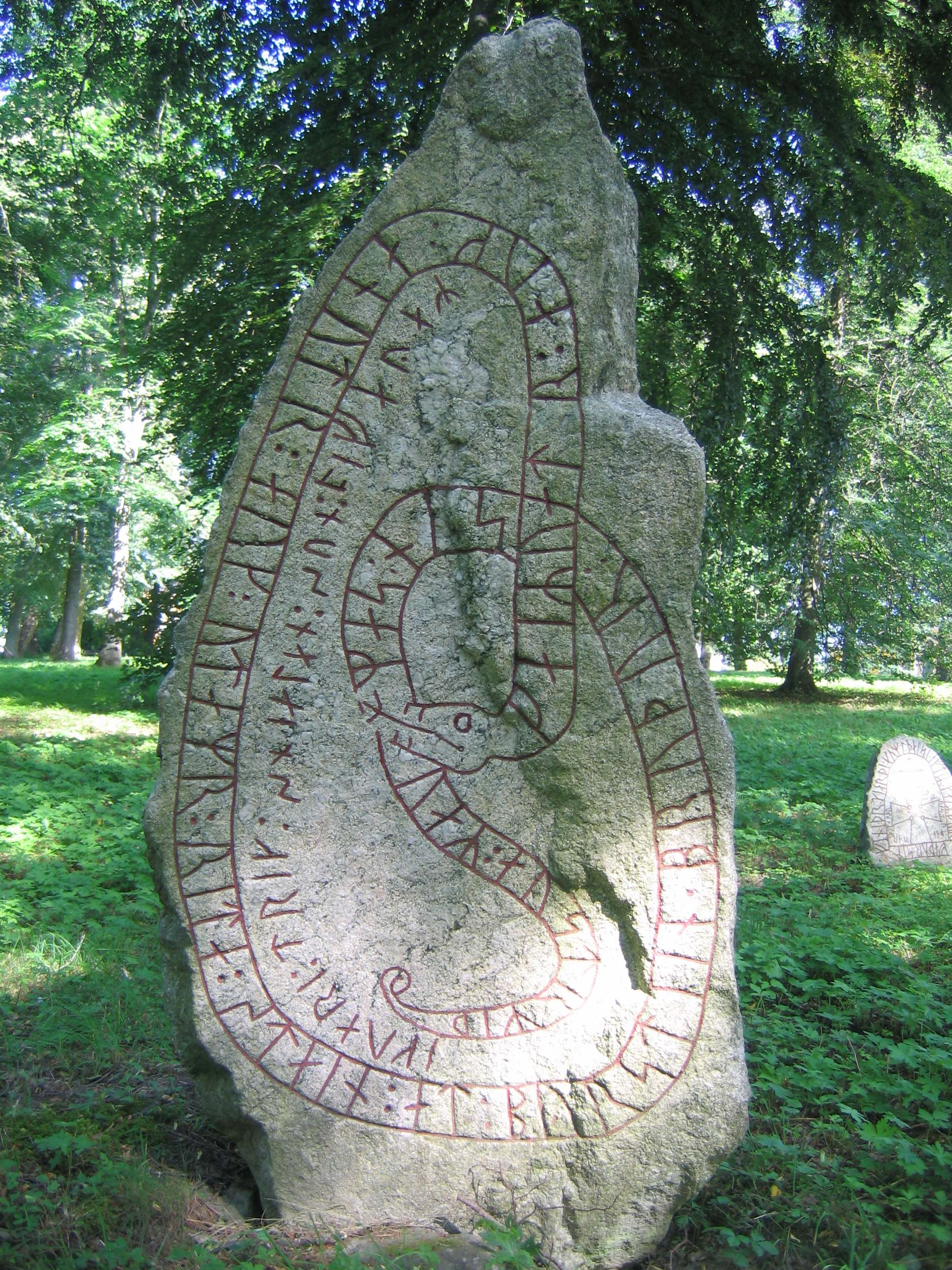
Sö 320

A pedra está no parque do solar Stäringe, atrás da pedra Sö 319.
Transliteração:
kaiʀuatr : auk : anutr : auk : utamr : rita : stain : at : byrst(a)in * bruþur : sin : saʀ uaʀ : austr * miþ ikuari : trik : snialan : sun : lifayaʀ ×
Transcrição nórdica antiga:
Gæiʀhvatr ok Anundr ok Otamʀ [letu] retta stæin at Byrstæin, broður sinn, saʀ vaʀ austr með Ingvari, dræng sniallan, sun Liføyaʀ.
Tradução:
"Geirhvatr, Onundo e Otamo tiveram essa pedra erguida em memória de Biorsteno [Bjórsteinn], seu irmão. Estava no leste com Inguar, um homem valente e capaz, o filho de Lifei."

### Sö 335

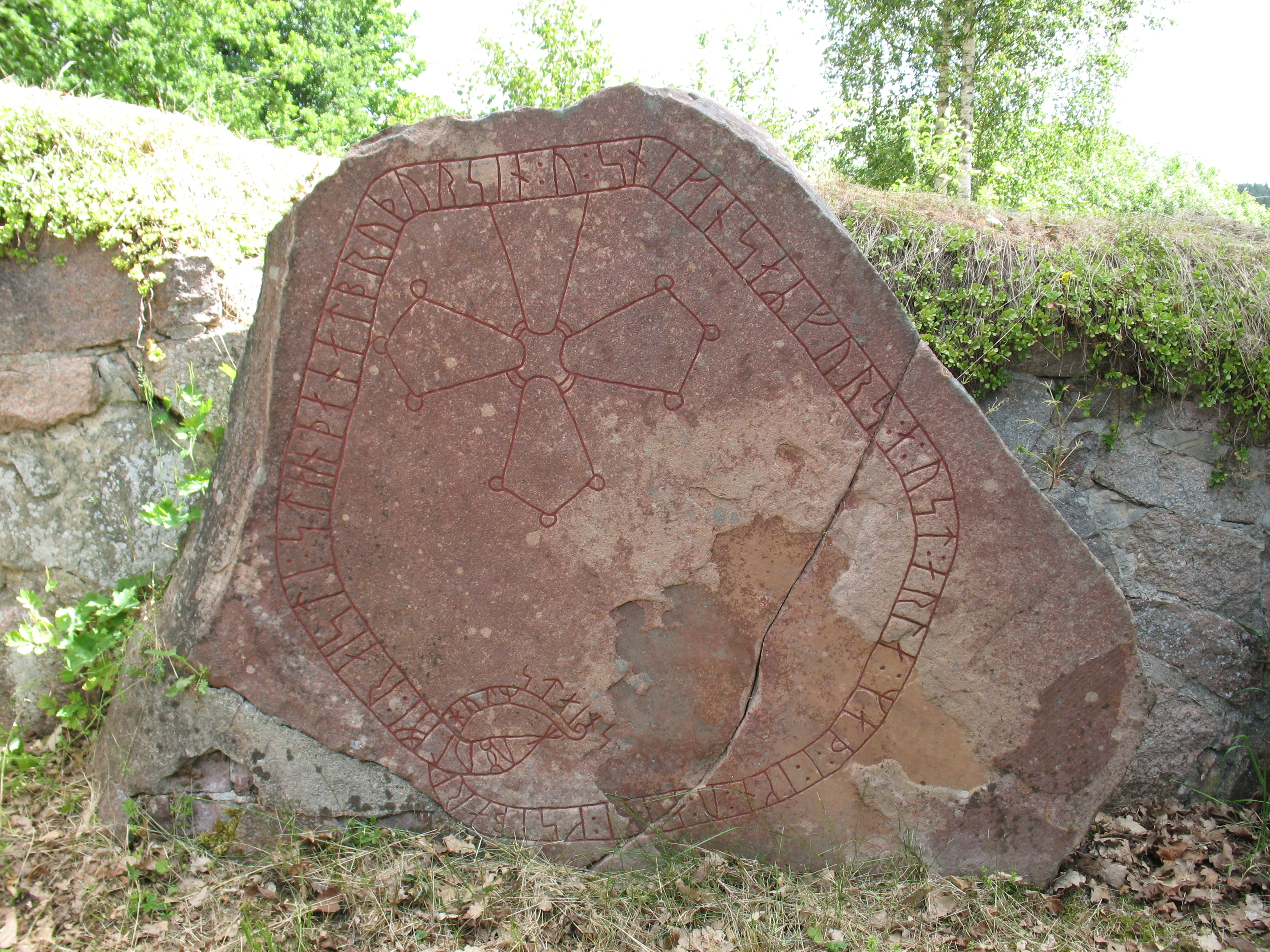
Sö 335

A pedra está localizada nas ruínas da Igreja de Ärja. Contém a palavra skipari que significa "companheiro de navio". A palavra é encontrada numa segunda pedra na Sudermânia e há seis outras ocorrências em pedras do sul da Suécia e da Dinamarca. A partir deste uso, parece que Holmoteno (Holmsteinn) era um capitão de um dos navios da expedição e Osniquino (Ósníkinn) era um membro da tripulação.
A primeira runa na inscrição é aparentemente supérflua, e isso pode ser comparado com o fato de que o nome Inguar é escrito com duas runas iniciais. Que nome foi escrito nas primeiras runas não é certo, mas alguns estudiosos propuseram que era um nome de mulher até então desconhecida, Ulfvi. Outra proposta é que foi um erro de ortografia do nome Ulfo ou do raro nome Ulfuído. O nome Osniquino aparece em meia dúzia de inscrições na Uplândia e Sudermânia e significa, como osniken no sueco moderno, "generoso".
Transliteração:
u ulf=ui : raisti : stain þana| |at bruþur sin : u:snikin saʀ furs : a:ust:arla : maþ : i:ikn:u:ari : ksibari hulmstains
Transcrição nórdica antiga:
Ulfʀ(?) ræisti stæin þenna at broður sinn Osnikin, saʀ fors austarla með Ingvari, skipari Holmstæins.
Tradução:
"Ulfo(?) ergueu essa pedra em memória de Osniquino. Viajou ao leste com Inguar; era companheiro de navio de Holmosteno"

## Vestmânia

### Vs 19

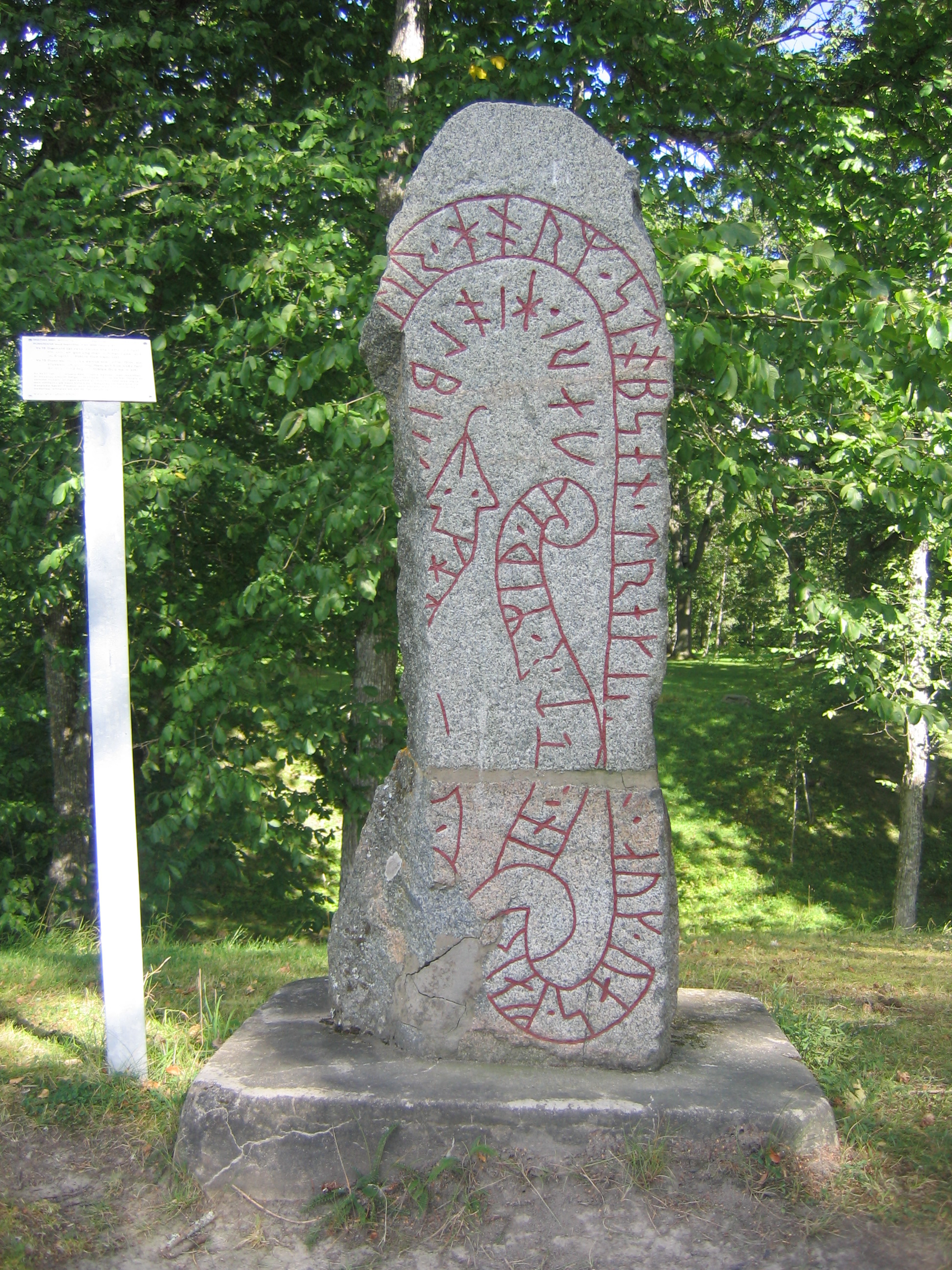
Vs 19

A pedra está em Berga, Skultuna.
Transliteração:
khu[nal-](r) * [(l)it ... stain * þinsa ef]tir * horm * stob sen * trek| |ku-...n * auk * uas * farin * (o)(s)-r * miþ * ikuari * hiolbi k[-þ * salu h...ns *]
Transcrição nórdica antiga:
Gunnal[d]r let [ræisa] stæin þennsa æftiʀ Orm, stiup sinn, dræng go[ða]n, ok vas farinn aus[t]r með Ingvari. Hialpi G[u]ð salu h[a]ns.
Tradução:
"Gunualdo [Gunnvaldr] teve essa pedra erguida em memória de Ormo [Ormr], seu afilhado, um homem bom e valente. E viajou ao leste com Inguar. Possa Deus ajudar sua alma"

## Gotalândia Oriental

### Ög 145

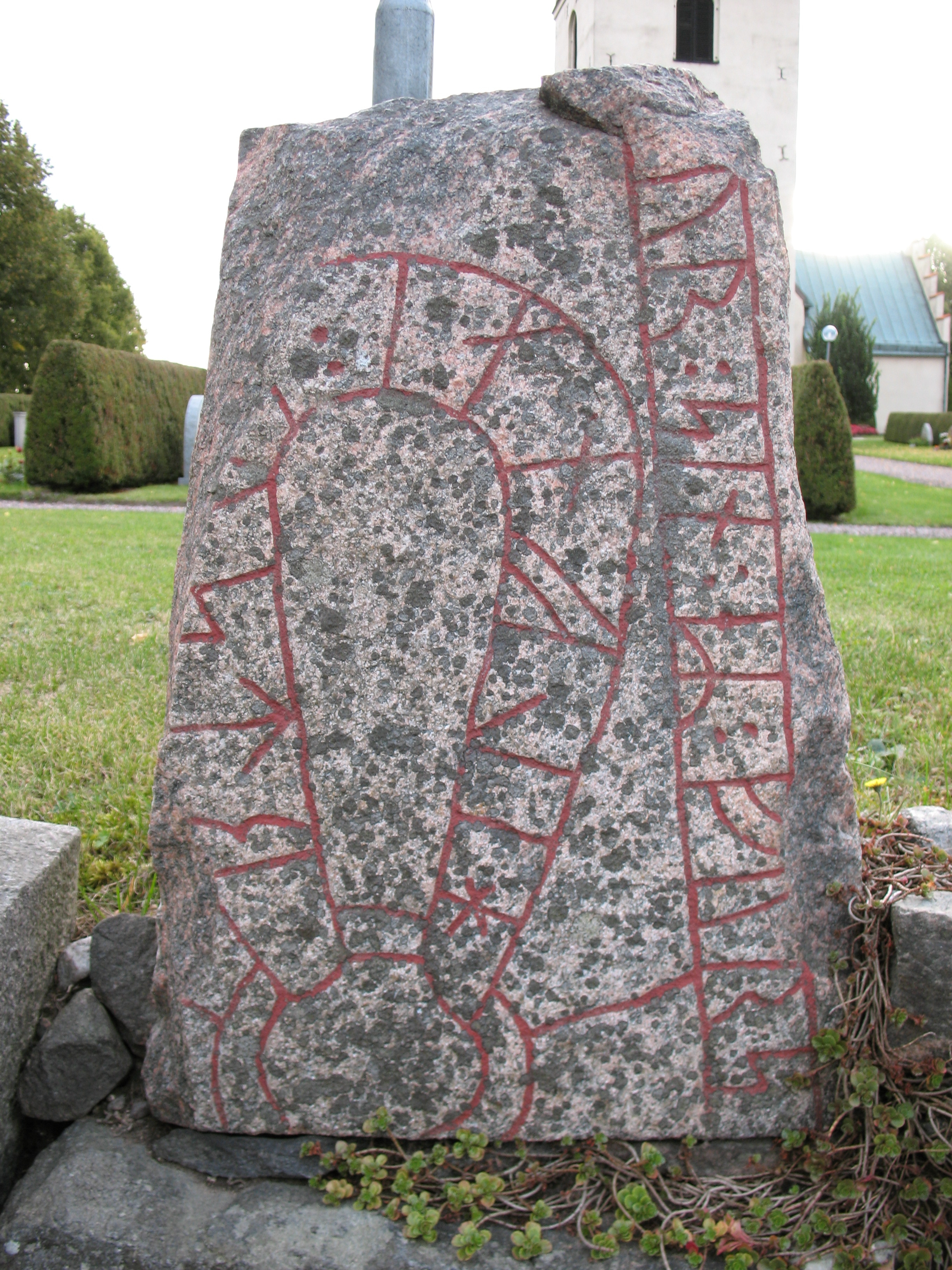
Ög 145

A pedra está na Igreja de Dagsberga.
Transliteração:
ur : sin : eʀ : furs : ... hilfnai : (a)(u)str
Transcrição nórdica antiga:
[fað]ur/[broð]ur sinn, eʀ fors ... hælfningi(?) austr.
Tradução:
"seu pai / irmão, que pereceu ... tropas(?) no leste."

### Ög 155

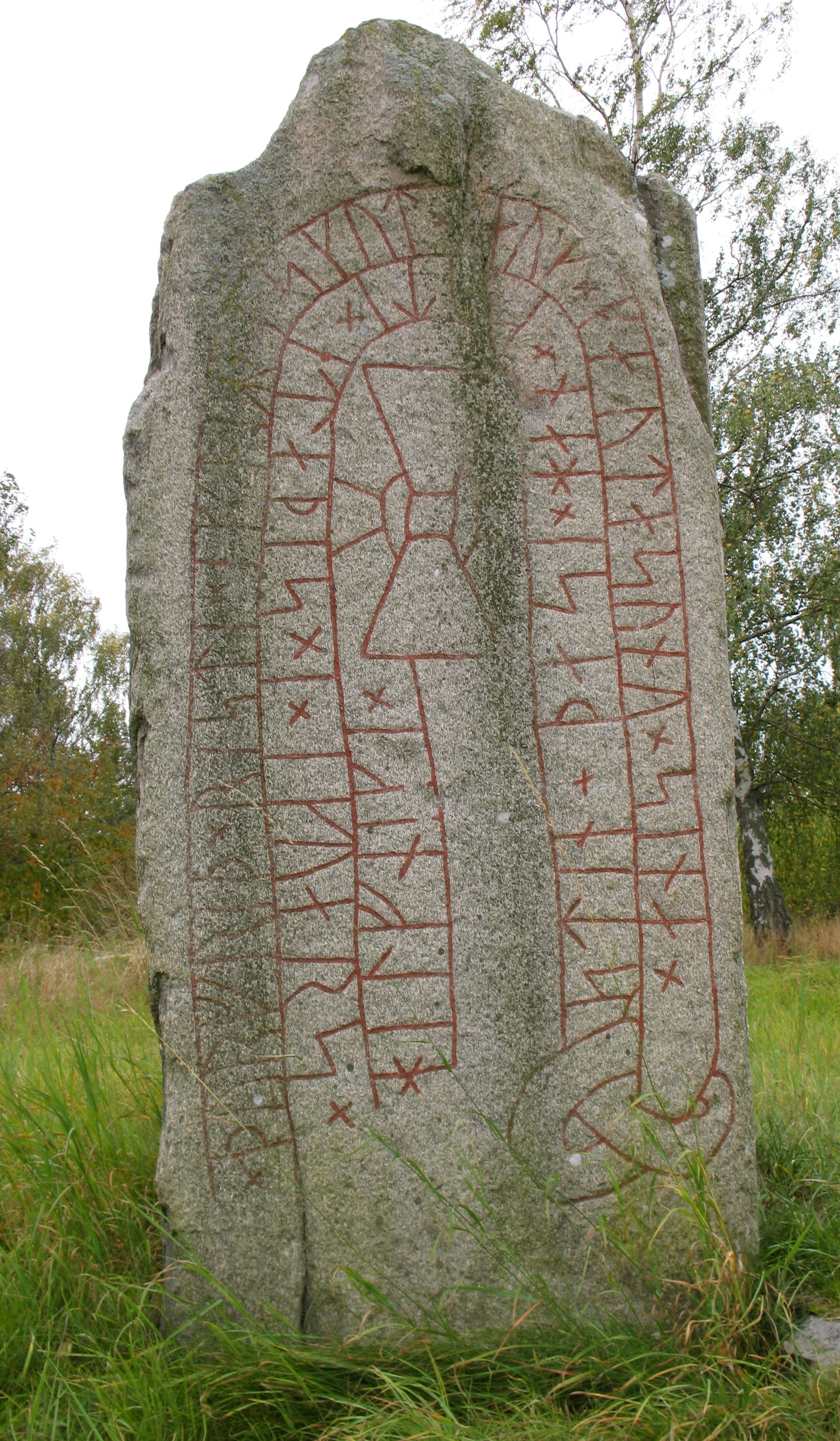
Ög 155

A pedra se localiza em Sylten, e é a pedra de Inguar mais meridional. Era conhecido no século XVII e um desenho de Johan Hadorph, Petrus Helgonius e Petrus Törnewall é preservado. Mais tarde, foi derrubada e parcialmente coberta com terra. Em 1896, foi reerguida pelo proprietário da herdade de Bjällbrunna e foi deslocada a uma pequena distância. A palavra helfningr (aparece no caso dativo como a forma dialetal oriental hælfningi) é originalmente uma palavra para "metade", mas também poderia significar "tropa". Aparece apenas numa outra pedra, situada na Igreja de Dagsberga (ver Ög 145).
A runa i pode representar tanto o i como o fonema e, o que significa que o primeiro nome pode ser interpretado tanto como o nome feminino Torfrida (Þorfríðr) quanto o nome masculino Torfredo (Þorfreðr). Consequentemente, não se sabe se foi a mãe ou o pai que ergueu a pedra. Asgauto (Ásgautr) era um nome comum que aparece em cerca de 30 inscrições rúnicas. Gauti foi, no entanto, raro nas inscrições rúnicas da Era Viquingue e a única atestação adicional ocorre na U 516 (embora inscrições danificadas ou pouco claras nas pedras Sö 14, G 65 e na norueguesa N 331 também podem ter tal nome). Acredita-se que signifique um habitante da Gotalândia, ou seja, um gauta. O elemento de nome pessoal Gaute aparece, no entanto, não apenas nesta parte da Escandinávia, mas também na Suelândia e na Dinamarca.
Transliteração:
þurfriþ × risti × eftiʀ × askut × auk × kauta sunu × sina × stin × þasi × han × kuti × etaþis × i × ikuars × hilfniki ×
Transcrição nórdica antiga:
Þorfriðr/Þorfreðr ræisti æftiʀ Asgaut ok Gauta, sunu sina, stæin þannsi. Hann Gauti ændaðis i Ingvars hælfningi.
Tradução:
"Torfrida/Torfredo ergueu essa pedra em memória de Asgauto e Gauti, seus filhos. Gauti encontrou seu fim na tropa de Inguar."